# 火縄銃

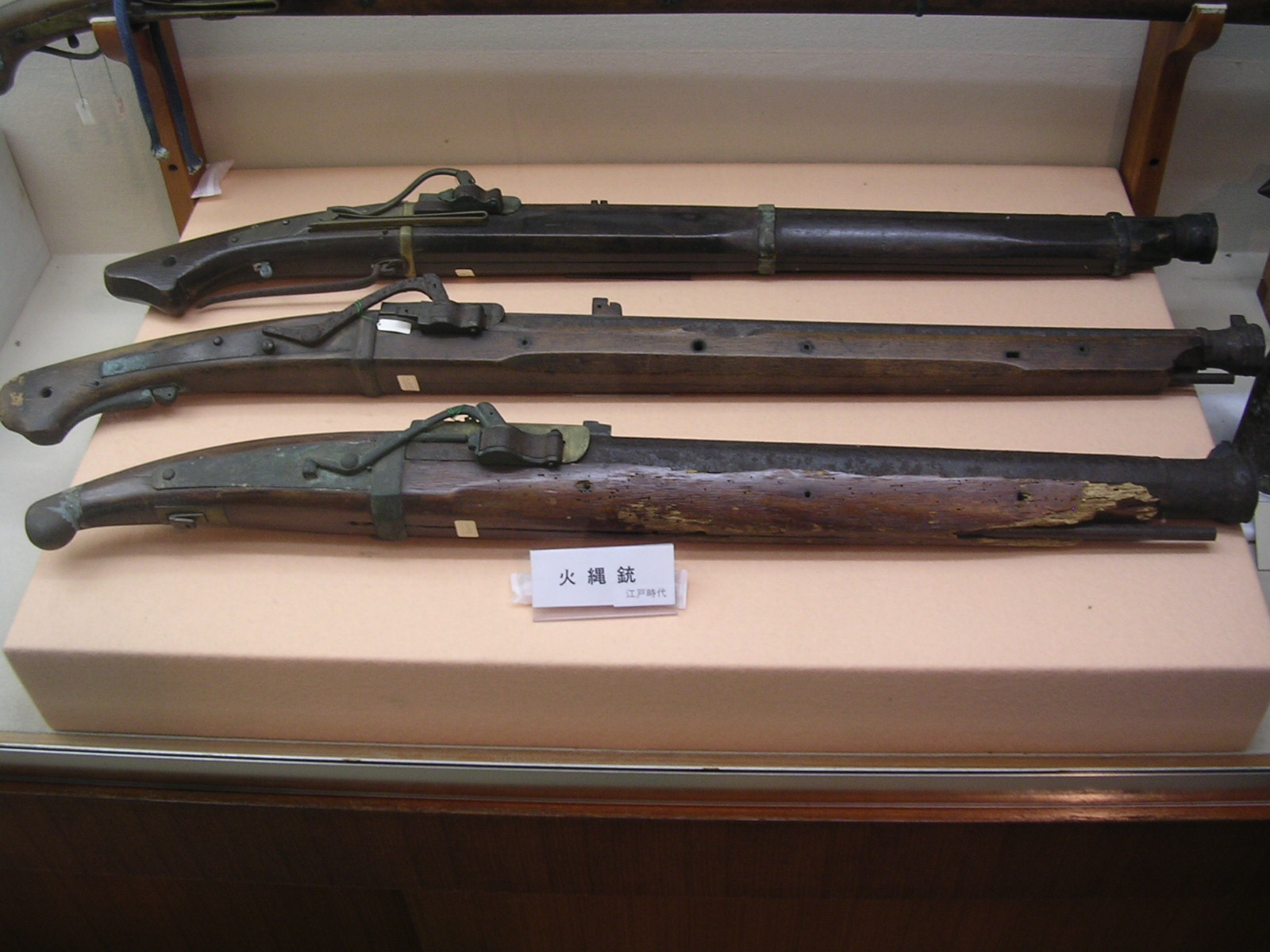
火縄銃（江戸時代）

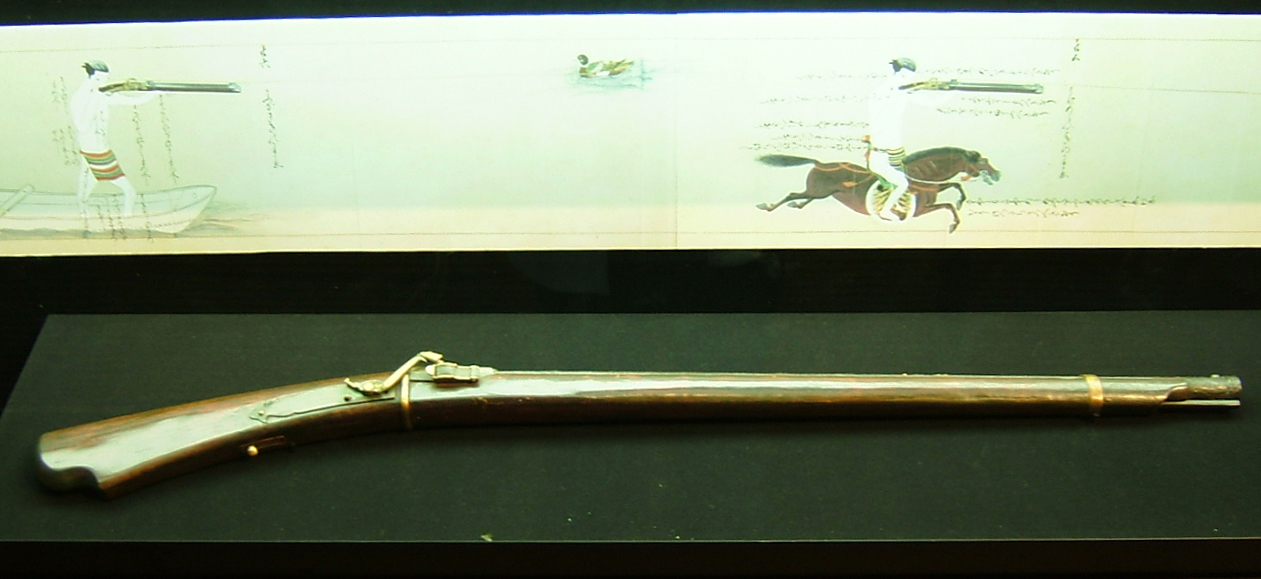
種子島火縄銃（愛知万博のポルトガル館展示物）

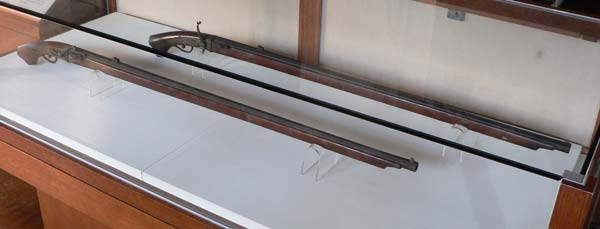
火縄銃（姫路城天守閣蔵）

火縄銃（ひなわじゅう）は、初期の火器の形態のひとつで、黒色火薬を使用し、前装式で滑腔銃身のマスケット銃のうち、マッチロック式（火縄式）と分類される点火方式のものをさす。日本では小型のものを鉄砲、大型のものを大筒と称した。
マッチロック式は、板ばね仕掛けに火の付いた火縄を挟んでおき、発射時に引き金を引くと仕掛けが作動して、火縄が発射薬に接して点火する構造である。
火縄銃は、15世紀前半にヨーロッパで発明され、特にドイツにおいて発展した。最古の記録は1411年のオーストリア写本「Codex Vindobona 3069」にZ字型のサーペンタインロック式が見られる。また1430年代に描かれたサーペンタインの金具の図が残っている。
現代の日本では銃砲刀剣類所持等取締法（銃刀法）の規制対象となっており、骨董品として所有するのにも登録が必要である。

## 概説

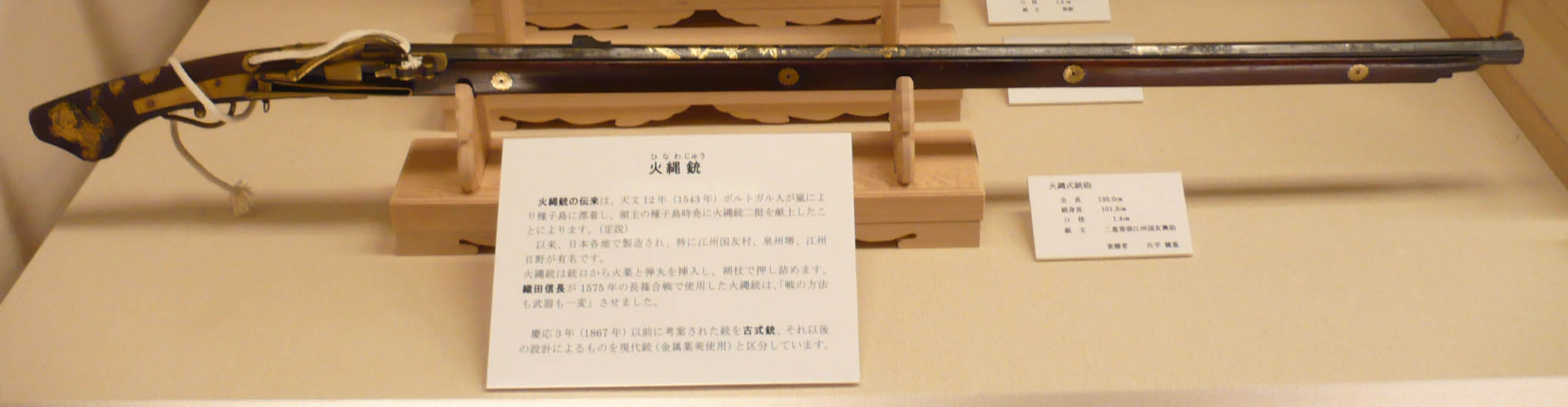
火縄銃

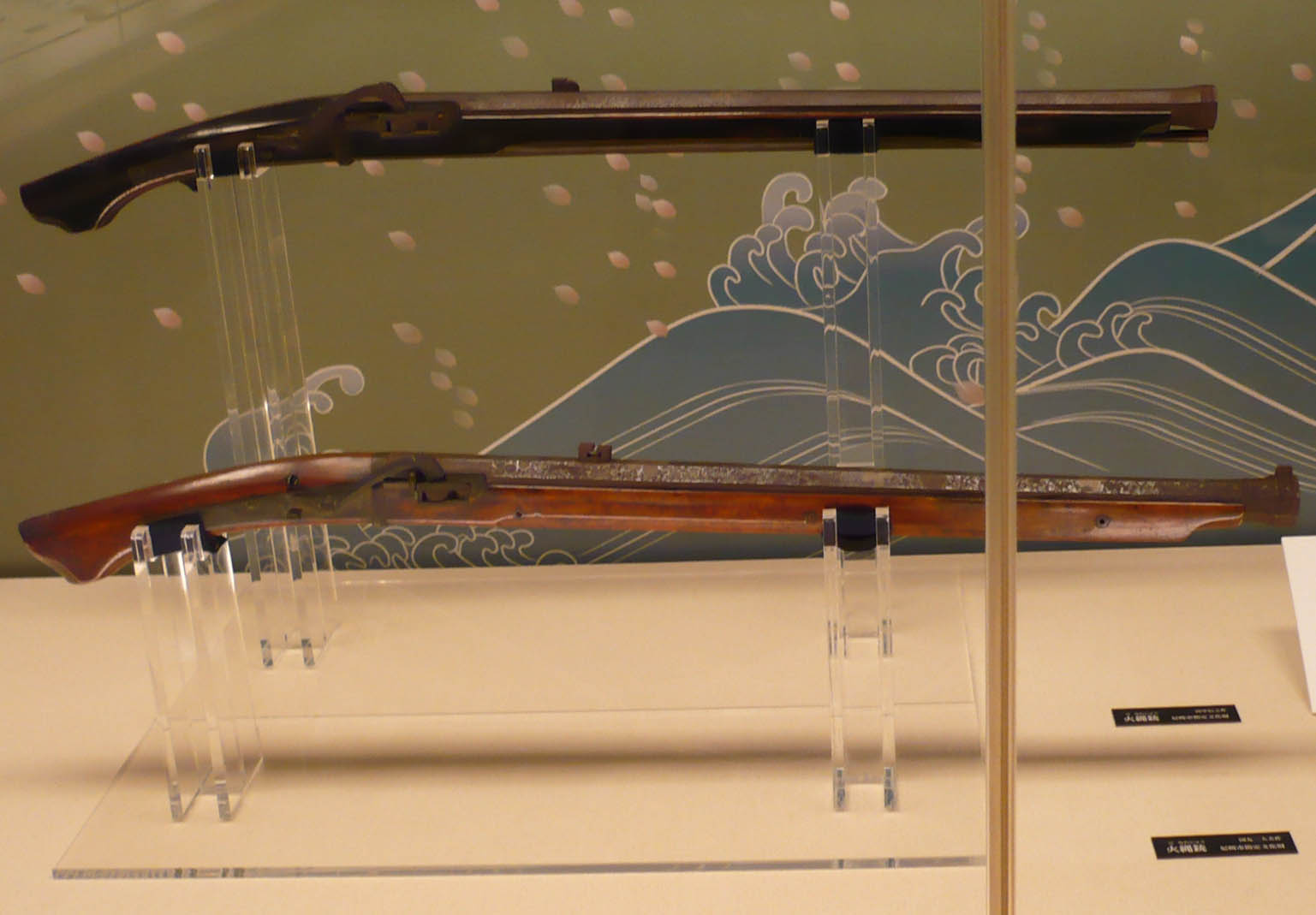
火縄銃

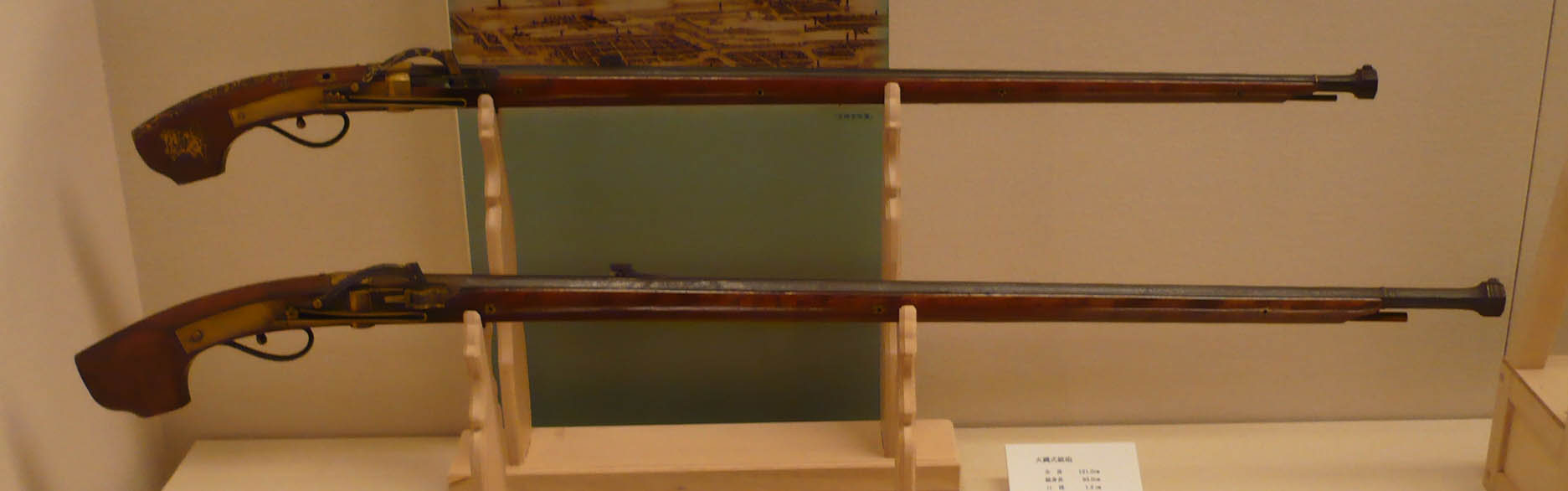
火縄銃

それ以前の銃器は、火門（銃身に開けられた点火口）へ火種（火縄など）を手で押し付ける方式（タッチホール式）であった（宋の「突火槍」、明の「手銃」、モンゴル帝国及びモンゴルに支配された現ロシアや中近東の「マドファ」など）ことから、扱いが難しく命中精度も低かった。この欠点を補うため、ドイツで火縄をS字型金具（サーペンタイン）ではさんで操作するサーペンタインロック式が考案され、さらに銃床など構造面の整備が進み火縄銃が完成した。最初期の火縄銃はそれまでのタッチホール式の筒に単純なS字型金具をつけただけの原始的なものであった。しかし15世紀半ばにはシア・ロック式（sear lock）とスナッピング式が発明された。ヨーロッパではシア・ロック式が主流になり、日本にはスナッピング式が伝わりさらに独自に改良された。火縄銃の最古の分解図（1475年）はシア・ロック式のものである。
マッチロック式は命中精度と射程の向上など銃の性能を大きく向上させた。その一方で、火種・火縄を常に持ち歩く携帯性の悪さ、火縄が燃焼する臭いや光が敵にこちらの位置を教えてしまう、構造上再装填に時間のかかる先込め式しか利用できない、雨天に弱い等、改善すべき点はまだ多かった。ヨーロッパではこれらを緩和し命中精度と操作性を悪化させた、回転する鋼輪（ホイール）に黄鉄鉱片を擦り付けて着火する方式（鋼輪式ホイールロック式）や、燧石（火打ち石：フリント）を鉄片にぶつけて着火する方式（フリントロック式）が開発された。
博物館などで目にすることができる日本の火縄銃と、現代のライフルなどを比較すると、グリップ付近の形状が大きく異なる。そのため、現代のいわゆるライフル銃のように台尻を肩に当てて、脇を締めて発射することはできず、弓を番えるように肘を外に張って射撃するスタイルで使用されていた。一方でヨーロッパの火縄銃は、クロスボウの影響を受けた肩当ストック型のものの方が多い。中近東や北アフリカなど他の地域においても肩当ストック型が主流で、短床型が普及したのは現在のインドネシアから日本にかけての東南アジア・東アジア地域であった。

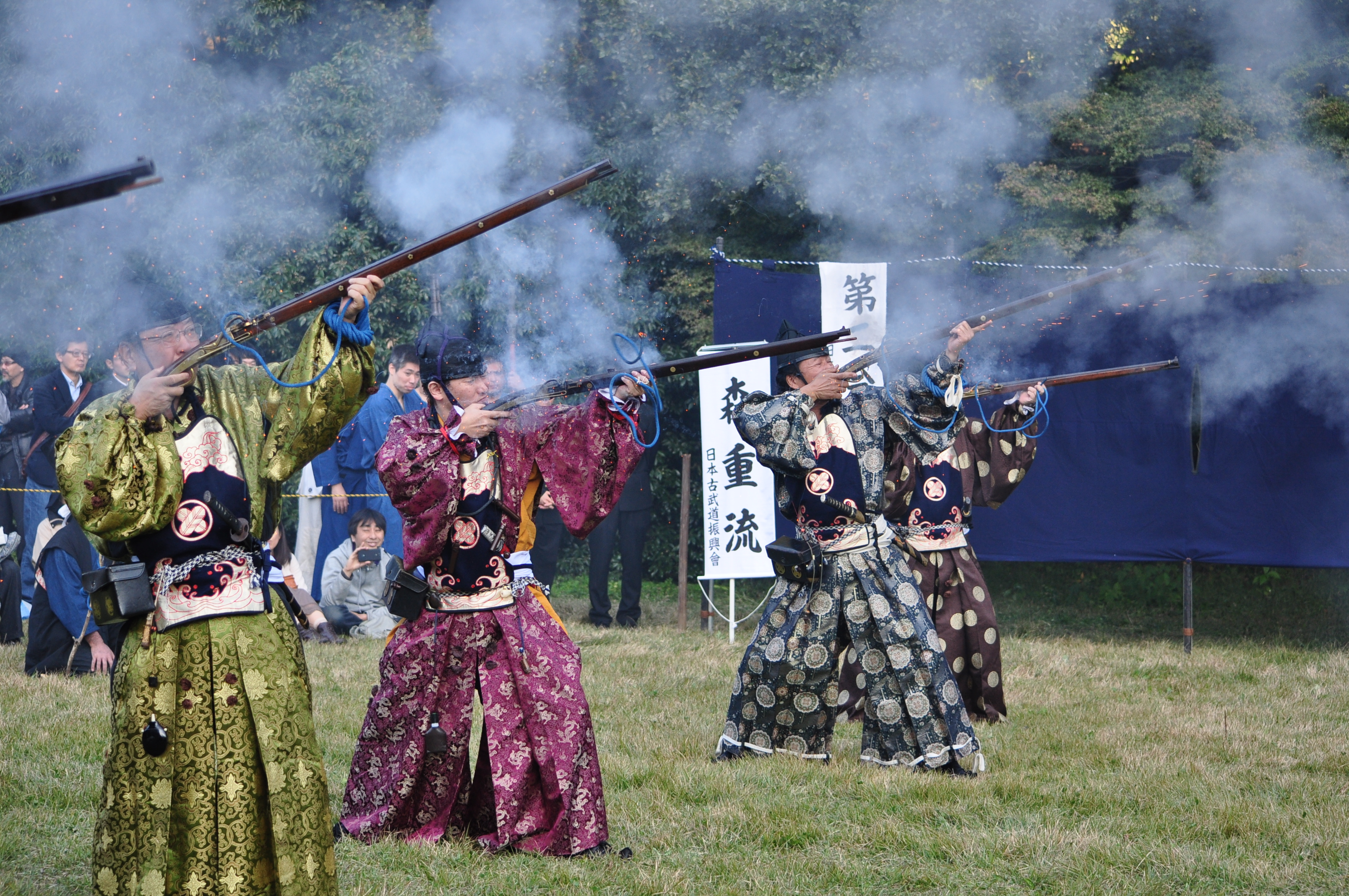
明治神宮例祭奉納 森重流砲術（2012年11月2日撮影）
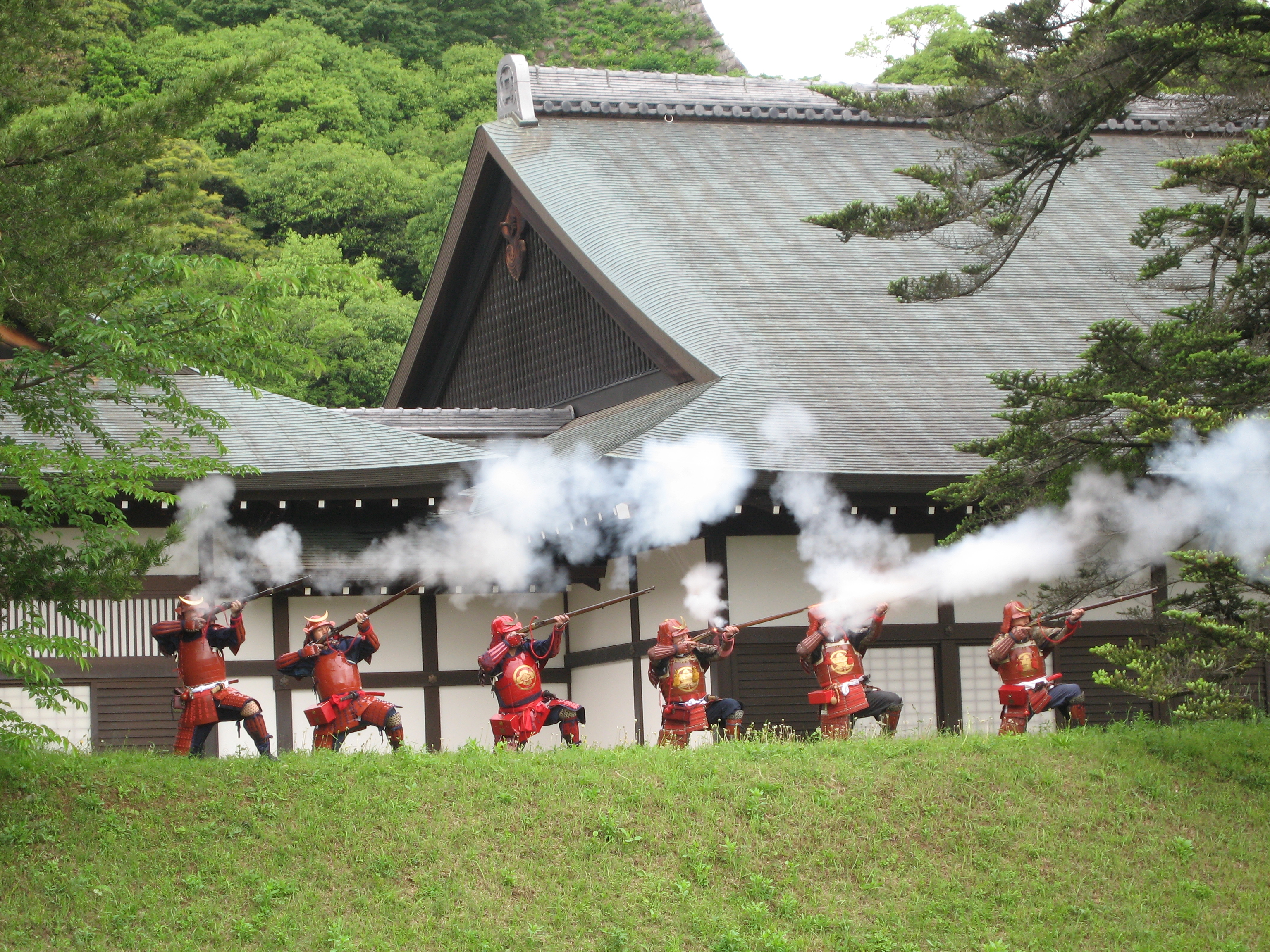
彦根城における、火縄銃釣瓶打の演武

## 火縄銃の威力
黒色火薬を使用し、滑腔銃身で鉛製の丸玉を撃つ火縄銃は、ライフリングを持ち完全被甲弾を使用する近代的な小銃と比べると、長距離での弾道特性、命中率、対物威力では不利な構造となる。
しかし、火縄銃は現代の小銃や散弾銃と比べると口径が大きいため弾丸が重く、滑腔銃身から発射される鉛の丸玉はソフトポイント弾に似た効果を発揮するので、人や動物に対する殺傷力は高い。「火縄銃の殺傷力が低い」という誤解は、幕末期に施条式洋式銃を装備した洋式軍隊の前に、火縄銃を装備した旧式部隊が敗北し、兵制の洋式化が進んだことが民衆に強く印象づけられた経緯が影響していると考えられる。また、泰平の世となり実戦で具足が使われる機会がなくなった江戸時代には、具足職人が自らの作った具足を火縄銃で撃ち、防御力を誇示する「試し胴」と称する実演が各地で催され、「火縄銃を防いだ具足」が各地に文化財として遺されていることなども、この誤解への影響が大きいと言われる。
正規の薬量・弾頭重量を用いた火縄銃で、戦国期当時の一般的な足軽向けの具足を射撃した実験では、直撃すれば厚い鋼板を用いた胴体正面部分でも簡単に撃ち抜くことができ、硬い鋼板に当たって砕けた鉛弾が内側で飛散して背中側の鋼板も貫いていることから、「たとえ完全装備の具足をまとっていたとしても、火縄銃がまともに胴体に命中すれば撃たれた兵はまず助からないであろう」と結論づけている。上述の「試し胴」で具足を貫通していない例については、「銃弾を防げる」という点を強調するために、火縄銃の構造を利用して弾丸の重量や火薬量を減らしていたり、具足を木の枝などにつり下げた状態で撃ったために、銃弾を受け流す格好になったのが原因だと考えられている。
1981年頃に行われた別冊Gun誌の実験では、三匁筒で重さ174グレインの弾丸を発射した場合、初速は330ｍ/s程度、銃口エネルギーは現代の実包に換算すると.38ショートコルトと.38ロングコルトのほぼ中間である。この実験では50m離れた厚さ3cmの合板を完全に貫通している。
また、19世紀初頭の国友筒で弾丸を米国の射撃場で何度か発射して弾速を計測したところ、1550フィート秒(毎秒472.44メートル)から1590フィート秒(毎秒484.632メートル)までで安定していた。この約480ｍ/s程度という弾速は音速(約340m/s)の1.4倍である。使用した火縄銃は全長130センチ、銃身長100センチと日本の火縄銃としては標準的なサイズで、「二重ゼンマイからくり」という上等な機関部を備え、銃腔内の状態も最高であった。
歴史群像編集部および日本前装銃射撃連盟会長小野尾正治らによって2005年頃に行われた実験では、口径9mm、火薬量3グラムの火縄銃は距離50mで厚さ48mmの檜の合板に約36mm食い込み、背面に亀裂を生じさせた。また厚さ1mmの鉄板を貫通した。鉄板を2枚重ねにして2mmにしたものについては、貫通こそしなかったものの内部に鉄板がめくれ返ったことから、足軽の胴丸に命中した時には深刻な被害を与えたのではないかとしている。さらに距離30mではいずれの標的も貫通している。
この実験では、火縄銃に対する盾としてよく用いられた青竹による竹束についても、直径4cm・長さ1m程度のものを31本束ね直径77cm、重量14.3kgとしたものに対して射撃実験を行っている。距離28.8mで10匁玉(直径18.4mm)を撃った時には青竹を6本貫通し、竹束そのものも貫通する威力を見せた。6匁玉(直径15.5mm)の場合は青竹4本の貫通で収まり竹束全体は貫通しなかったものの、当たり所が悪ければ全て貫通する場合もあるという結果が得られた。同書では火縄銃の有効射程を200m程度としており、ヒトを模した身長160cmの静止した的に対して、30mで5発全てが胸部に着弾、50mでも5発中4発が着弾するという好成績を収めている。
距離が遠かった、弾かれやすい角度で命中したなどの条件で鎧が銃弾を受け止めた実例はあり、成瀬吉正所用の南蛮胴のように、実戦での弾痕を残した鎧が現存している。ヨーロッパ製の甲冑は厚さを増して銃弾を防いだものも存在するが、それと引換に重量が増したため、全身の防御をあきらめ、胸甲として胸部のみの防御に留めている。

## 日本での火縄銃史

### 鉄砲と戦国時代

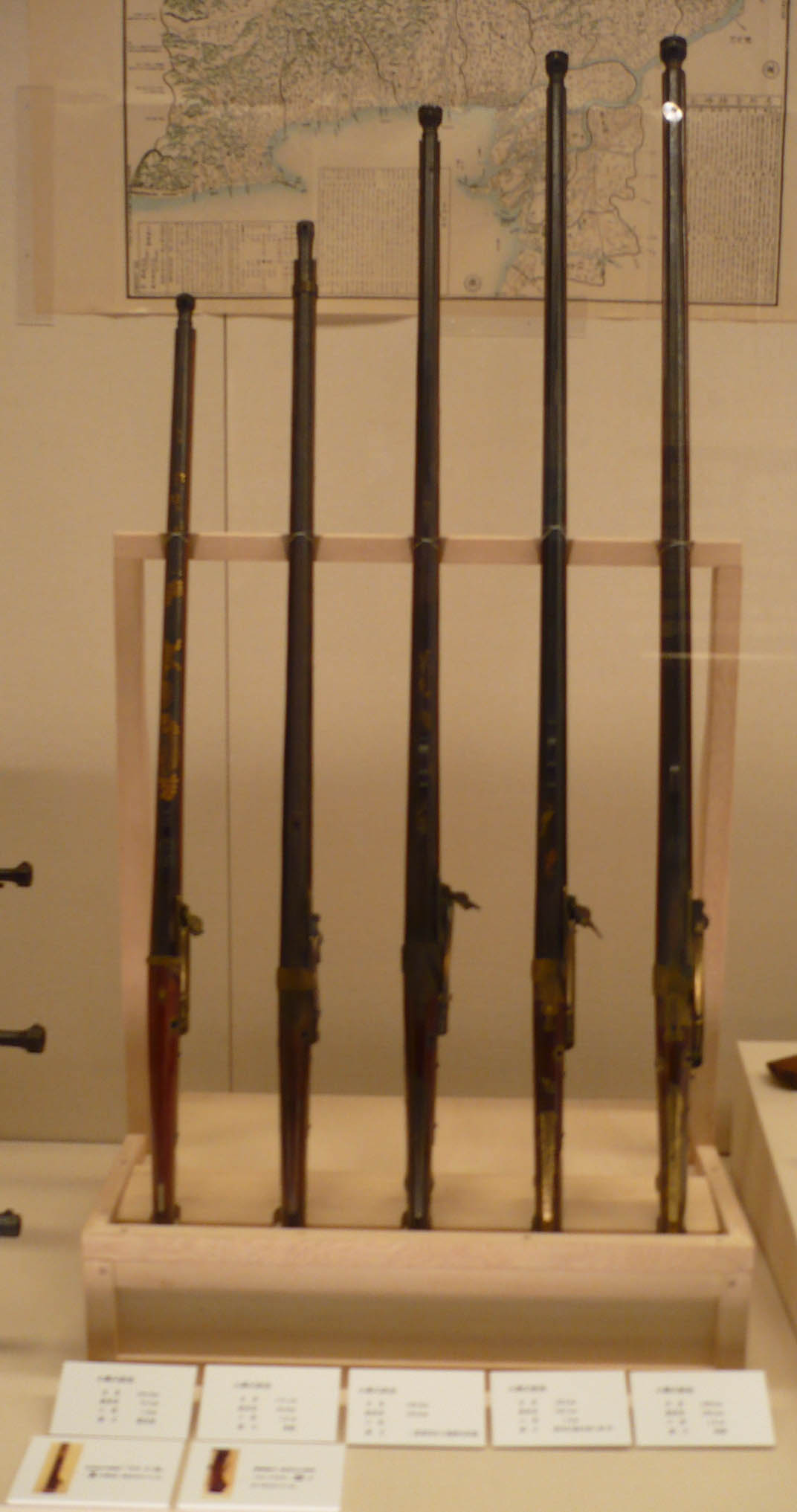
火縄銃/尼信博物館所蔵

従来、『鉄炮記』の記述により日本への鉄砲伝来は1543年（天文12年）の種子島より始まるとされてきた。しかし、近年では、東南アジアに広まっていた火器が1543年（天文12年）以前に倭寇勢力により日本の複数の地域に持ち込まれたとする説が有力である（宇田川説）。いずれにせよ複雑な発射機構の無い鉄砲自体は遅くとも16世紀初頭に伝わっていた事が文献に残っている。伝来後に日本において引き金にばねを用いる改良がおこなわれ、それまでにはなかった瞬発式火縄銃となり命中率が向上した。すなわち、火縄の火力を瞬時に火薬に点火させるため、引き金に連動する毛抜き式弾梯の点火装置をともない、火挟みのなかの火縄を引き金とともに瞬時に点火する仕組みである。それに対し、当時のヨーロッパ製の銃は毛抜き式弾梯がなく、引き金が火挟みに連結する緩発式火縄銃である。ヨーロッパで瞬発式が採用されるのは17世紀初頭から1630年代までの時期に燧石式発火装置が考案されて以降のことである。
銃身においても、日本の筒部は錬鉄を鍛造したものをベースとしており、中国のように鋳銅を利用したものとは異なっていた。日本の火縄銃は鉄板をマキシノという棒芯に延引させて捲くことにより真部をつくり、それにリボン状の鉄板を巻いて鍛接した双層交錯法によってつくられており、幅広の錬鉄を心軸のまわりに捲きつけてその継ぎ目を溶接するヨーロッパの単捲法とも異なっていた。したがって、戦国時代の日本では、瞬発力においても火薬の爆発力においてもヨーロッパ製のものより高性能のものが用いられていた。
鉄砲伝来以降、日本では近江国坂田郡の国友と蒲生郡の日野、紀伊国那賀郡の根来、摂津国住吉郡の堺などが鉄砲の主要生産地として栄え、多くの鉄砲鍛冶が軒を連ねた。根来のみ織田信長・豊臣秀吉による紀州攻めの影響で桃山期以降衰退したが、国友・日野・堺はその後も鉄砲の生産地として栄え、高い技術力を誇った。また城下町において、鉄砲足軽や鉄砲鍛冶が集中して居住した場所は「鉄砲町」と呼ばれ、現代でも地名に残っている。五葉山のような火縄の原料となるヒノキが豊富な山は藩直轄の「御用山」として保護されるようになった。
鉄砲が伝来した当初は、高価な武器であったため武士が用いたが、普及率が高まるにつれ足軽の主要武器の一つになっていったという説がある。
16世紀後半の日本で作られた火縄銃の価格は、1丁につき8貫500文が標準だった。これは1文を60円～70円とした場合、現代価格で約50万-60万円に相当する値段だった。
文禄・慶長の役では日本軍は火縄銃の集団使用で明軍を手こずらせた。明軍は日本軍の瞬発式火縄銃は命中率が高く飛ぶ鳥を落とすくらいだとして特に鳥銃と呼んで恐れた。のち趙士禎が『神器譜』（1598年（慶長3年）から1603年（慶長8年）以降にかけて成立）を執筆する。
また、築城技術でも火縄銃の性能を活かした横矢掛かり（これ自体はすでに存在していた）などが発達し、赤穂城などに応用された。
大坂の陣では塹壕戦が第一次世界大戦前に起きていたため日本には相当火縄銃が出回っていたことになる。

### 江戸期以降

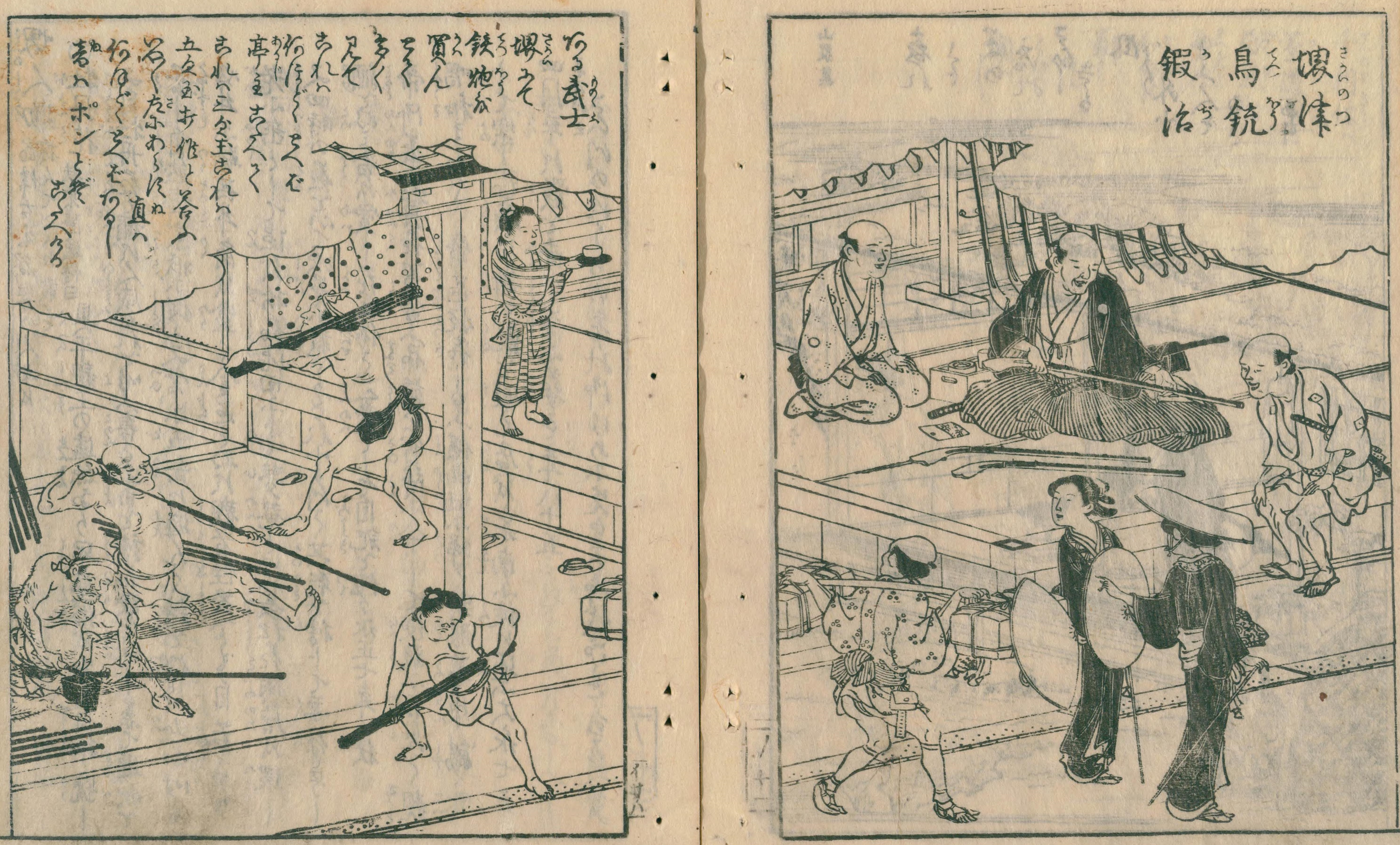
大阪堺の鉄砲鍛冶の様子

日本の銃器が伝来から幕末までの永きに渡り火縄銃の構造から進歩しなかった理由には以下があげられる。
まず江戸時代に入り、徳川綱吉によって諸国鉄砲改めによる百姓の狩猟及び銃の原則所持禁止、銃器の移動制限がなされた
ことや、鎖国の影響による技術進歩の停滞という通説が存在する。
しかしながら、外国で発達した燧発式の技術が当時の鉄砲鍛冶に受け入れられている。試作品も現存し、また応用技術としてその機構を流用したライターも製造されている。また、各大名諸藩で極秘裏に様々な銃器が研究されており、そのバリエーションは多岐にわたる。
燧発式が日本では流行しなかったのは、日本では良質の燧石が産出せず大量生産ができなかったことや、燧発式は機構の不具合による不発率が火縄式よりも高かったことや、平穏な時代が長く続いたため、天候に影響されにくく、密集射撃が可能であるなどの燧発式の長所が理解、あるいは必要とされなかったことが理由として挙げられる。ほか、すべての武術と同じく鉄炮術も一種の競技的な要素を含んで流派形式で継承されたため、その結果必然的に器具類の改変は避けられた、という要素も大きい。燧発式の欠点として、火縄式に比べ強力なばねが装着されており、撃鉄作動時の衝撃が大きく、引金を引いてから一瞬遅れて装薬に着火する機構のため銃身がぶれ、命中率が悪く火縄銃よりも命中率が劣ることが挙げられる。当然ながら実戦よりも競技となった鉄炮術においては、この欠点は大きな問題となる。そのため江戸時代を通してほとんどの銃器が火縄式のままであった。
一方で火縄銃は、鳥獣被害対策のための実用の農具として、農村に普及し、売買され、所有されていた。もちろん、一揆への警戒などの理由から、農民の農具としての火縄銃のさらなる性能向上は、全く考えられなかった。
幕末期には新式銃が渡来したが、諸藩ではこの時期、海外事情も考慮してパーカッションロック式の銃器などを模造、試作した。皿を3つ付けたものや、ペッパーボックスピストルのように複数の銃身を持ち、回転しながら次々に着火させるものなどが作られた。ほかにも三連発の火縄銃や水平二連式短銃など、様々なものが試製されていた。これらは実用の可能性があるか疑わしいものが多く、結局は新式銃が輸入され、広く普及した。しかしながら、火縄銃の打ち金を雷管式のハンマーに変換し滑空式雷管銃に改造した新発銃の製造も、改造の容易さから盛んに行われ、ゲベール銃と同じ二線級の銃器として扱われた。
明治維新以降は洋式銃や村田銃等の新式銃におされ、国友を初めとする伝統的な火縄銃職人集団と共に、日本から火縄銃は急速に廃れていった。しかし、マタギなど民間の狩猟家の間では、依然中古品の火縄銃に大きな需要があり、火縄銃職人の一部も大正から昭和初期ごろまで細々と火縄銃の製造を続けていたとされる。これらは昭和初期に軍払い下げ（もしくは民間メーカーのライセンス生産品）の村田銃が普及すると姿を消した。
なお、太平洋戦争最末期に、旧日本軍が本土防衛師団へ配備するため、簡素な町工場でも大量生産が可能な「国民簡易小銃」として火縄銃の量産配備を検討し、実際に開発を行っていたという記録が試作品の僅かな写真と共に残されている。

## 日本における運用方法

### 射法

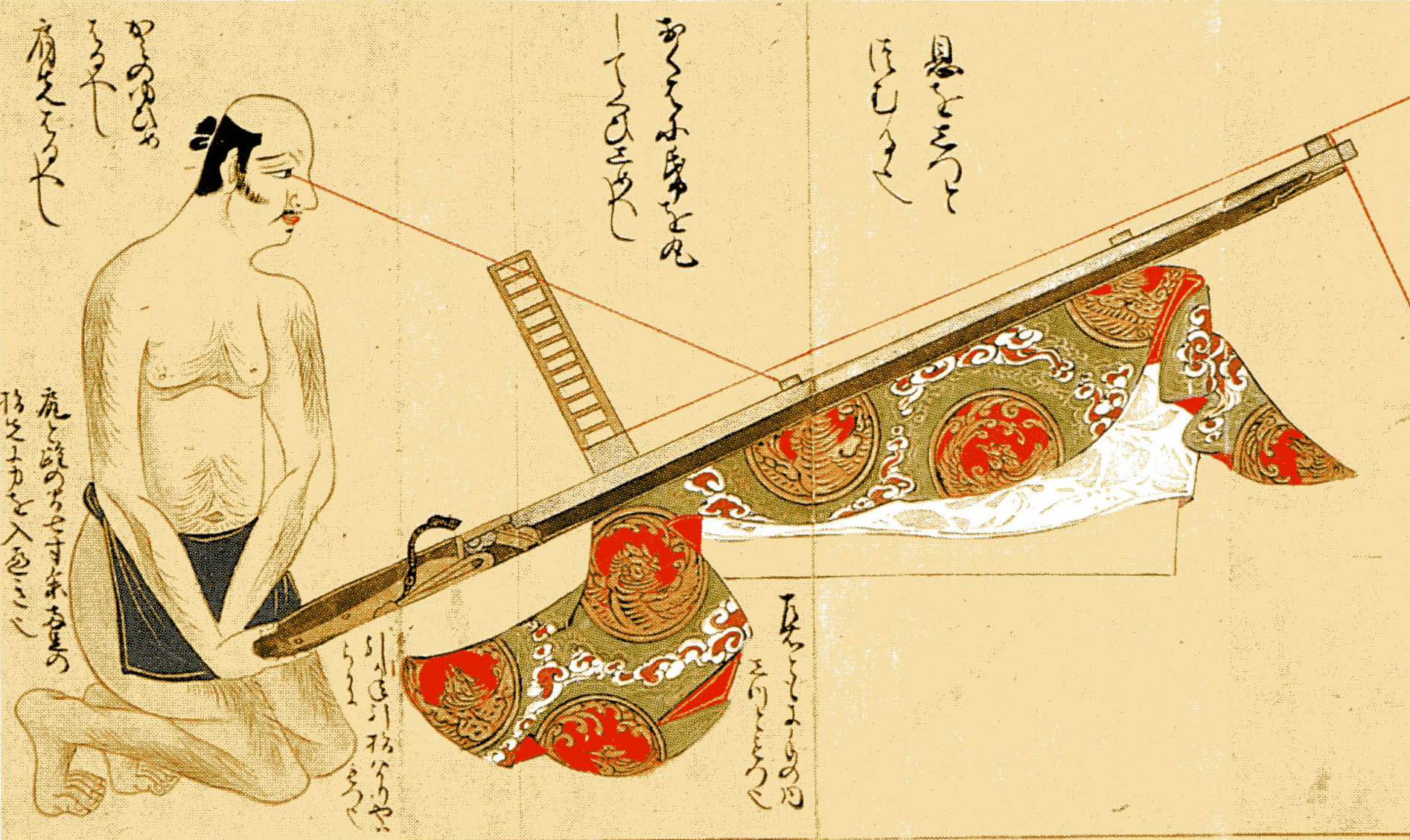
稲富流砲術秘伝書/大阪城天守閣所蔵

1. 火縄に着火しておく。複数の着火した火縄を準備することが多い。また、火縄の両端に火をつけ、それを二つ折りにして火口を左手の指に挟み持って待機する「二口火（ふたくちび）」という方法もある。
2. 銃口へ発射薬である胴薬と弾丸を装填する（後に早合が発明されると装填の手間は大幅に軽減された）。火薬と弾丸は槊杖（カルカともいう）で銃身の奥へ押し固める。
3. 火皿に点火薬である口薬を入れ、火蓋を閉じ、火の点いた火縄先を火挟（ひばさみ）に挟む。この口薬の容器は長さ5 - 8cmの水筒型が定番であり、火薬を注いだ後、手を放すと自然に腰にぶら下がり、キャップが注ぎ口に被さる仕組みになっている。これを腰にぶら下げるのが典型的な銃兵のスタイルである。
4. 目標を見定め火蓋を切る（パンカバーを開ける）
5. 構えて狙いを付ける。標的の体に当る可能性を高める為に胴体の中心を狙う。距離は標的の目の白黒が見える位、とされた。
6. 引き金を引き発射。
7. 再装填。

引き金を引くと火をつけた火縄が、あらかじめ黒色火薬を盛りつけておいた火皿と呼ばれる部品を叩く。火は火皿の口薬（くちぐすり）と呼ばれる微粉末黒色火薬に引火する。火皿内部に切られた導火孔の中の口薬は燃焼を続けて薬室内部へ到達すると思われているが、実際は、導火孔に火薬が詰まった状態にある場合、引火がゆっくりと進み引金をひいてからの時間差が生じて遅発となってしまって命中しないため、導火孔は空洞に保つようにして、火花を通し易くしておく。薬室内部には（胴薬）（どうぐすり）または玉薬（たまぐすり）と呼ばれる装薬があらかじめ充填されており、火が伝わるとそこで一気に燃焼（爆燃）、込められた弾丸を射出する仕組みになっていた。方式としては瞬発式火縄銃と緩発式火縄銃とがある。
なお、日本における火縄銃が頬付け形に終始し、肩付け形の銃床にならなかった理由には、戦国期においては戦闘に従事する兵士が、足軽から大将まで大なり小なり鎧を装着しており、物理的に銃床を肩に効率的にあてがう事ができないという銃床射撃に適さない装備であり、鉄砲狭間からの射掛けにおいて邪魔であるという用兵上の事情や、泰平期においては流儀による形態・射法の継承による硬直化等が指摘されているが、従来からあった弓矢の番え方（和弓特有の引いた矢を頬に付ける方式）をそのまま火縄銃に応用した結果、頬付け型になったという見方もあり、そのことがいち早く日本国内での火縄銃の普及に繋がった向きも充分考えられる。世界的に見ても、日本のように重装な甲冑を装備する兵士が、銃器を恒常的に使用する用兵を用いる国も珍しく、これらの理由から、頬付け型の長銃を長期に主力装備として使用した日本の火縄銃のデザインは、世界的に見ても極めて珍しい意匠となっている。

### 発射速度

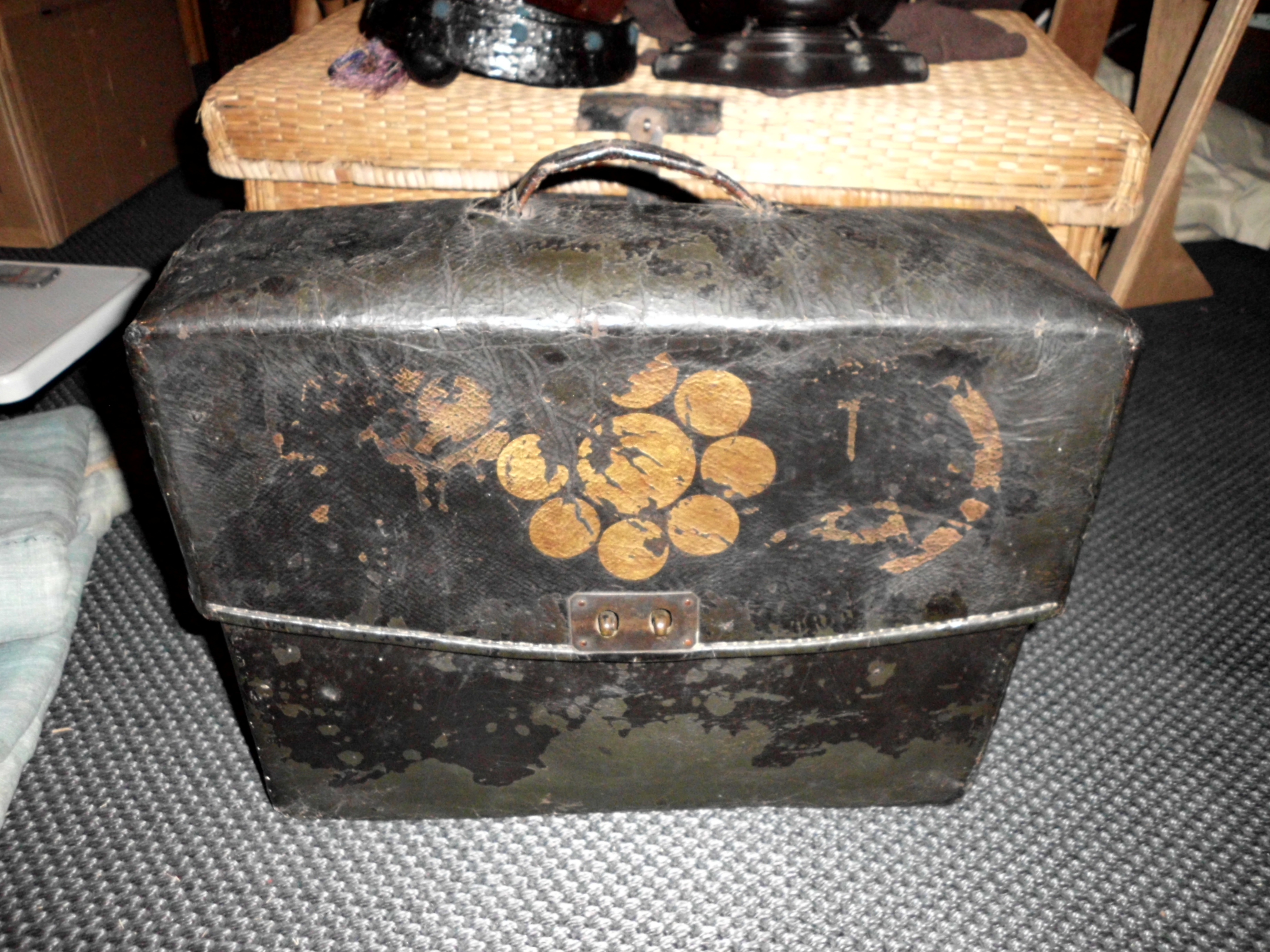
江戸期の胴乱。内部に弾丸、火薬を収納した

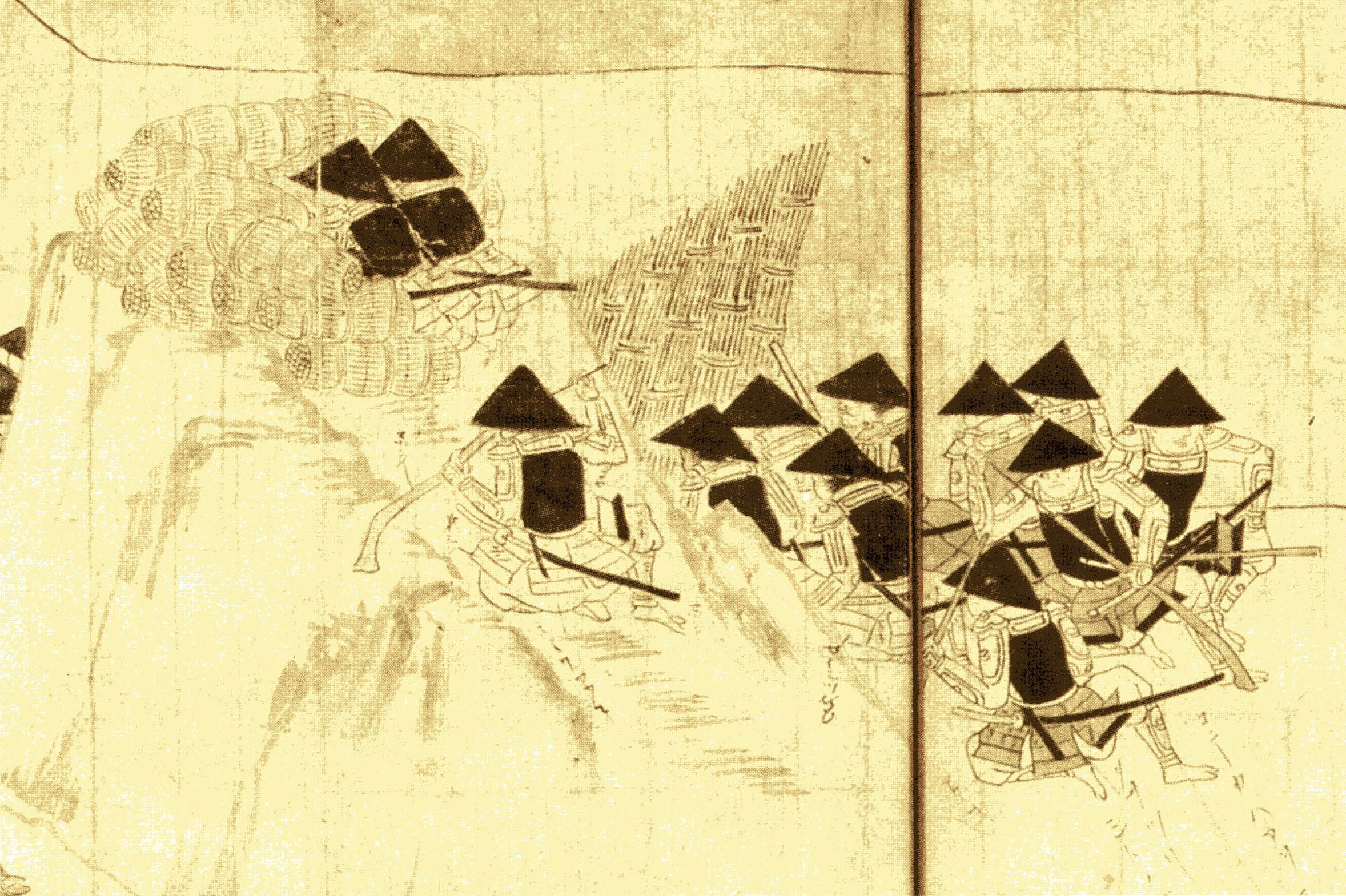
大坂冬の陣図屏風（攻城戦鉄砲隊部分の拡大図）

火縄銃の次弾発砲までには以下の行程が必要となる。「銃身内の火薬残滓を洗い矢で拭う」（数発撃つと銃腔にカーボンがこびり付き、弾が入らなくなるため、槊杖の先に水に湿らせた布を付けて拭う）「火穴にせせり（弄り・ヴェントピック）を通す」「銃身を冷やす」（但し、1分間に1発程度のペースで発砲するのであればこの必要は全くない）などである。一般には次弾装填の際に行うべき事は多いとみなされている。
実際にはこの作業を1発ごとに行う必要はなく、数発に一度行えばよい。関流砲術では、7発位撃つと弾が入り難くなると伝えている。また、「劣り玉」と呼ばれる、適合弾より若干径が小さい弾を使用すれば、目標への集弾性は低下するものの、10発以上の連続発射が可能である。（江戸時代の射的で一般的な、射距離15間（約27m）では劣り玉でも命中率はほとんど変わらない。ただし30間(約55m)を超えると集弾率の低下が見られる）また銃腔内や火皿の清掃は頻繁に行う必要はなく、弾が込め難い等の異常を感じたら行えば済む。その方法も、黒色火薬が水に溶けやすい特性から、洗矢の先に水で湿らせた布切れを付けたものを銃口から差込み1 - 2往復させれば完了する。昭和末期の実験では、熟練した者が操作した場合、第1弾発砲から18 - 20秒後に次弾発射が可能であった。とはいえ、現代の銃に比して先込め銃は単体では連射に向かないものであることは上記のプロセスなどからも容易にうかがえる。
この「次弾発射までに時間がかかる」という先込め式最大の問題点を改善するため、火縄銃が用いられた戦国時代の日本では、「早合」（はやごう。装填を簡便にするための弾薬包で、弾と火薬をセットにして紙で包んだもの）「複数人でチームを組む」「銃身を複数設置する」など、様々な（時には奇天烈な）発想がなされている。
歴史群像編集部および日本前装銃射撃連盟会長小野尾正治らによって2005年頃に行われた発射速度を測定する実験では、初弾が既に装填された状態から開始した時、初弾射撃直後から計測を開始し一人で初弾および5発、計6発を射撃し終わるのに要した時間は100秒(1発あたり約20秒)だったが、早合を用いた場合はそれが44秒にまで短縮された(ただし早合の実験は弾丸を含めなかったため不発が多く、必ずしも正確ではないようだ)。また3人が各々の火縄銃を持ち合計3丁を交替に発射するかたちの三段撃ちでは33秒、3人に2丁を用意し射手が射撃を行っている間に後方で二人がかりで装填を行うという手法では39秒という結果が得られ、チームを組んだり早合を利用したりすれば戦力が向上するとされた。

### 兵士の配置

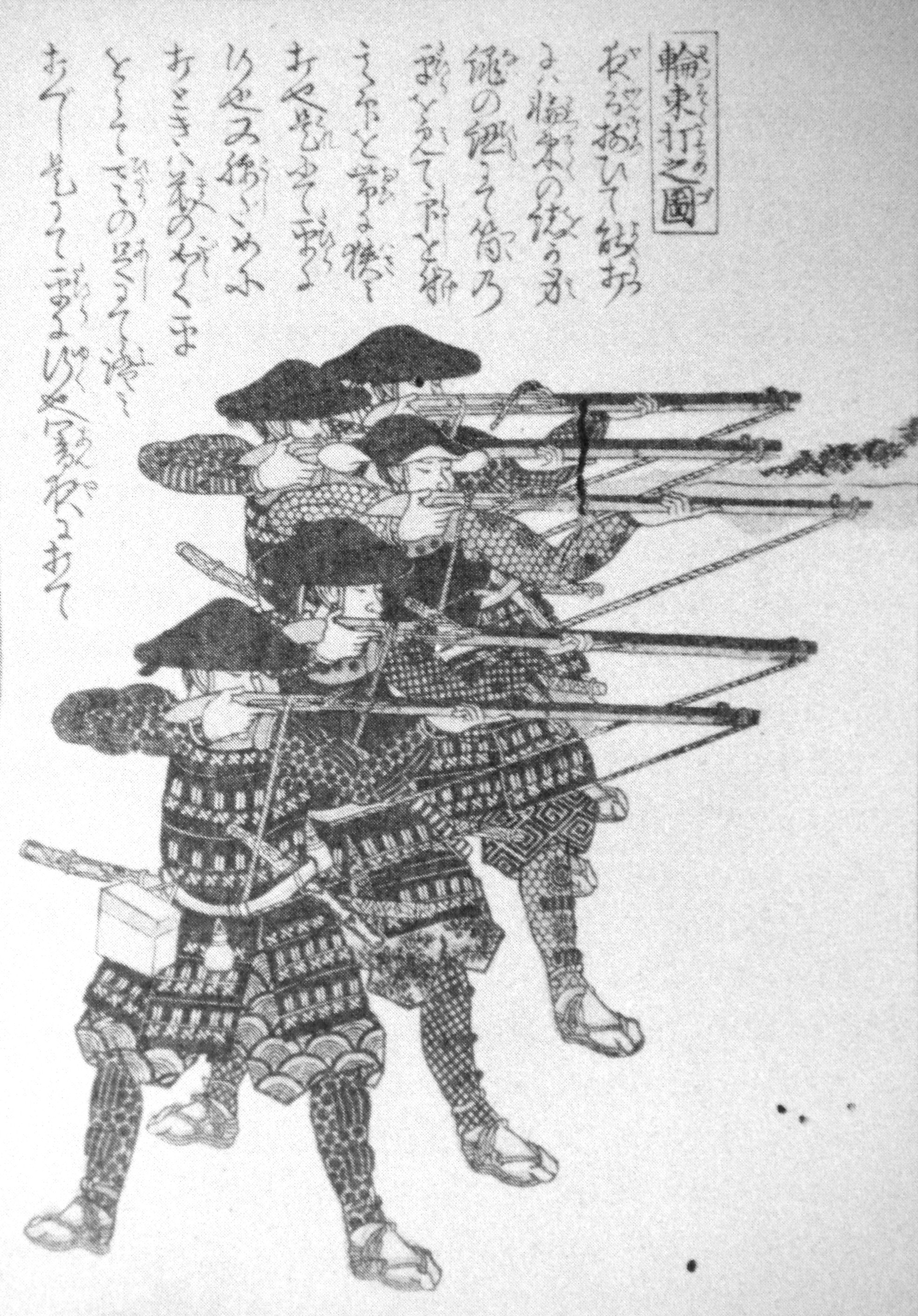
一列に並んで立射を行う足軽。射手の帯に通した縄を銃の先端と台尻に結び付けて張るように描写されており、射撃姿勢を安定させる工夫がうかがえる。

火縄銃は、戦国時代中期以降、足軽の主要武器の一つとしてその比重を増していった。日本の戦国時代から江戸時代においては備ひとつに対し、鉄砲組（20 - 50名）を1、2組配しているのが基本である。戦闘開始時や、勢いに乗り突進してくる敵兵に対し一斉射撃を浴びせ進撃を止まらせるときなどに使用された。兵士同士が密集したか否かについては議論がある。火の粉が飛び散る中で火薬を使用するので暴発しかねず、相互に安全な距離を取ったという見解がある。
- 二段撃ち：2列横隊に並び、前列が片膝をつき、後列が直立して射撃する。佐々成政が考案したという記録が残っているが、実際に採用されていたのか、上記の議論上問題がある。
- 三段撃ち：長篠の戦いで織田軍が採用したという著名な配置。雑賀衆が遅くとも1568年（永禄11年）あたりまでにはすでに実戦で用いていたという説もある。この三段撃ちについても大議論がある。中国明末の崇禎11年（1638年）刊行の畢懋康『軍器図説』に収められた「輪流放銃図・輪流進銃図・輪流装銃図」には15人の人物が5人3列に並び、三段撃ちをしている図が描かれている。16世紀までの明の軍学書に同様の記載が見られないことから、文禄・慶長の役で日本軍と戦った明軍が日本の火縄銃を大量に鹵獲するとともに投降した日本人（降倭）から運用法を学び、楊応龍の乱平定などの実戦機会を経て、三段撃ち等の日本式火器使用法を取り入れていったのではないかとの見方もある[24]。
- 繰り出し:三段撃ちの要領で、さらに銃列を前進させる戦術。薩摩の島津氏が用いて、関ヶ原の戦いで中央突破に成功している。

1人の射撃手に数丁の火縄銃と数人の助手が付き、射撃手が射撃している間に助手が火縄銃の装填を行う方法があり、これにより素早い連射が可能である。これは鉄砲傭兵集団としてその名を知られた雑賀衆、根来衆の得意とする戦術であった。石山合戦で本願寺側に付いた彼らは、織田勢を大いに苦しめた。
この射撃手・助手を分業する射撃運用法を烏渡しの法と上杉流軍学では称したと伝えられ、また後世紀州徳川家においては薬込役という、御庭番の前身である職名にその痕跡を残している。

## 歴史
前史
火薬は唐代（618年 - 907年）の中国で発明された。当時書かれた「真元妙道要路」には硝石・硫黄・炭を混ぜると燃焼や爆発を起こしやすいことが記述されており、既にこの頃には黒色火薬が発明されていた可能性がある。
1250年代、モンゴル帝国がイラン侵攻した際、中国人技術者が操作する投石機で、火薬弾が投げられている。1280年には、地中海東部のマルクス・グラエクスとシリアのハッサン・アッ・ラムマが中国の火器、火槍について記述している。
また、イスラム文明圏のシリア、マムルーク朝でも火薬情報は豊富であった。
1288年当時の青銅製の銃身が発掘されたことで、モンゴル支配下の中国が火槍から銃へ装備を変えたことが明らかになり、さらにこれまで銃は西欧発明と考えられてきたが、銃はモンゴル帝国を通じてヨーロッパへ伝わったとされる。1326年のスウェーデンにおける壷型の銃も発見されているが、これはモンゴル帝国に支配されていた南ロシアから伝わった銃が変形したものと考えられている。同1326年にはフィレンツェで大砲が開発され、以後、ヨーロッパでは大砲が発達する。イベリア半島では1330年代までには銃だけでなく大砲も使用されていた。

### 火縄銃の登場による陣形の変遷
ドイツ南部諸都市において火縄銃が発達した理由は、小規模な自治都市にとって安価で城の防御には小型の火縄銃が適していたからである。また初期においては火縄銃の点火には時間がかかり危険性も高く野戦には不向きであった。最初に大々的に使用したのはハンガリー王マティアス・コルヴィヌスである。イタリア戦争においてスペインは、長槍（パイク）の密集方陣の進撃に際し、四周に随伴した銃兵が相手方の方陣と至近距離まで接近し、接触寸前になった時点で発砲して第一次打撃を期待する運用法を定めた。これはテルシオと呼ばれた。この戦術は銃剣の発明以前のものであり、発砲を終えた銃兵は有効な戦力とならず、退避行動を取ったとされる。実際の戦闘はパイク兵が主体であった。射撃手の前後交替の発想が見られるものとしては、騎兵のカラコール戦術が対テルシオ戦法として用いられたことが挙げられる。これは概ね1530年代頃からである。
1440年代にはイェニチェリがハンガリーからマッチロック式を導入したともされるが、正規に用いられるようになるのは16世紀以降である。オスマン帝国では野戦隊形における集中射撃法が実用化された。
火縄銃の再装填には時間と防御上の弱点が生じた。これを解決する手段として、縦列で行進する銃兵の最前者が発砲し、発砲後直ちに最後尾に駆け戻って装填作業をしながら行進を続行するという方式が考え出された。また、マウリッツは個別の兵種がそれぞれ独自に機能を発揮するのではなく、歩騎砲の三兵が連動して機動戦術を採ることを発案した。彼はこれをアイデアにとどめず可能とした軍事家として評価されている。ただし、この縦列交替法が大きな効果を発揮した記録はなく、またこの運動方式には鈍重さが宿命的に付きまとったため、マウリッツ自身の戦死の原因をそこに求める考え方もある。
実際に前後交替射撃法が実用化されるのは燧石式に移行してからであり、燧石式の機能改善もそれに相当の貢献をしたと考えられる。また銃剣の登場もこれに大きく寄与していると考えられるが、同時にこの時代は大砲の運用が飛躍的に改良されており、銃兵の交替射撃のみが戦線の状況を変革させたと論じるのは未だ大きな検討を要するであろう。これらは概ね17世紀末から18世紀初頭の現象である。

### 障害物に拠る火縄銃の運用

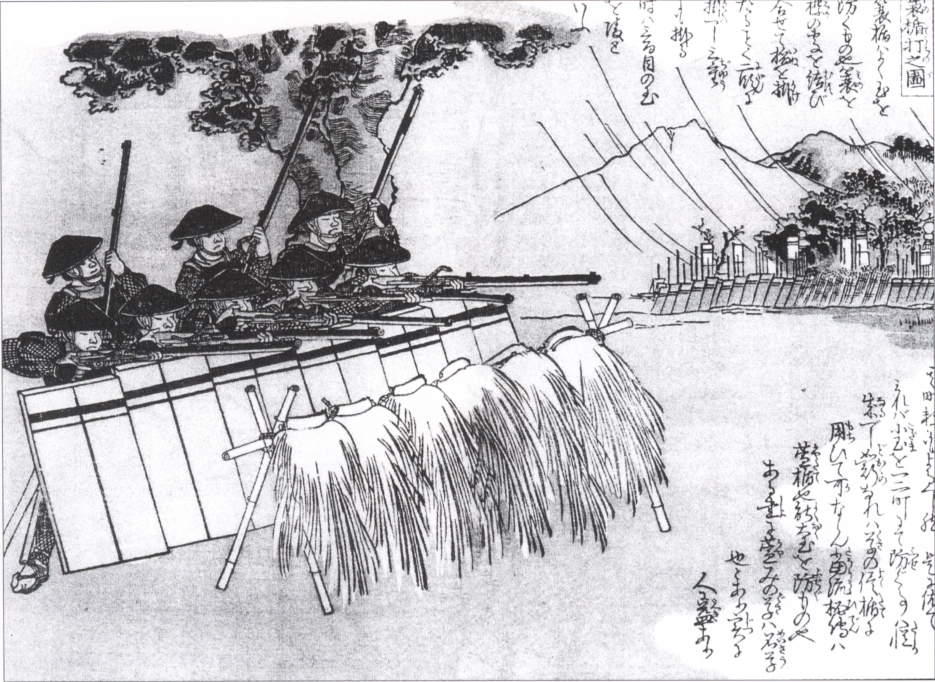
火縄銃の一斉射撃を行う足軽部隊。身を守るために、盾を用いている。

火縄銃は装填その他に伴う初期銃の弱点が存在する。これを補うため、障壁、城壁、障害物あるいは特殊な地形等によって防御された場所から、機動してくる野戦軍を射撃しようという試みは早くから行われた。
西欧の戦いにおいて著名な例は、1503年第一次イタリア戦役中、スペイン軍人ゴンサロ・フェルナンデス・デ・コルドバが行った戦法であった。これは急造の堀とその残土を利用した土手に、二千名と推定されるアルケブス銃兵を配置し、銃火によって押し寄せたフランス重騎兵団を粉砕したものである。この戦闘はスペインの覇権確立の重要な要因となった。この戦いに続く1522年、第二次イタリア戦役においても、同じくスペイン軍の傭兵隊長コロンナがミラノ郊外ビコッカにおいて、地形と急造塁壁を利用したアルケブスの反復射撃戦法で、押し寄せたスイス槍兵集団を粉砕した。

### 火縄銃の名称
一般に（アルケブス）もしくは同音のなまったものがよく知られている。燧石式銃については（スナップハンス）（ミュクレット）（フリントロック）などの名称が知られ形式上の分別とされているが、その発祥は火縄銃同様明確な記録はない。
1. （アルケビュス）については一つの説として、さらに初期の手砲の一形式に棒の先につけた金属筒に鉤状の突起を設け、発射時は鉤を委託物に引っかけ棒を地上に押さえ付けて発射した形式があり、これをドイツ語系で（ハーケン・ビュクセ＝鉤付筒）と呼んだのが語源で、フランス語系で類似した（アーケン・ビュッス→アルケブス）と発音が訛化したのであろうという説がある。
2. さらに別の説にフランス語系の（アルク・ビュッス=筒形弓）を起源とする説もある。

恐らくは両方が混在しつつ、俗称通称化したものであろう。

### 中国大陸における火縄銃
中国大陸へは、明朝時代の15世紀に火縄銃が伝来し、東南アジア経由で伝来した南蛮系(スペイン､ポルトガル)の緩発式のもの（頬付けの短床形）と、西域経由で伝来したオスマン帝国系の緩発式のもの（肩付け形の銃床を有する）の二つの系統があった。日本から瞬発式に改良された火縄銃が伝来するとその命中率の高さから鳥銃あるいは鳥槍と呼ばれ、オスマン系の銃は特に露密銃と呼ばれた。明朝時代、秀吉の朝鮮征伐に朝鮮を救援する為に出兵した際、日本軍による火縄銃の集団使用の洗礼を受け威力を認識し、軍の装備に採り入れられることとなった。続く清朝においても八旗・緑営の装備として引き続き採用されている。
清代には、大砲を補完する装備として抬槍（たいそう）と呼ばれる大型の火縄銃も採用された。口径・銃身長のいずれも通常の火縄銃より拡大したもので、全長約3m、重量約12-18kgとされ、射撃の際は銃身を三脚架または射手以外の兵士の肩に依託して使用された。兵士2名程度で担いで移動することができる。大砲の移動が困難な山間部や水郷地帯での使用のために開発されたもので、後年の清仏戦争・日清戦争期の頃まで使用された。日本の狭間筒（後述）とも類似性のある銃器である。

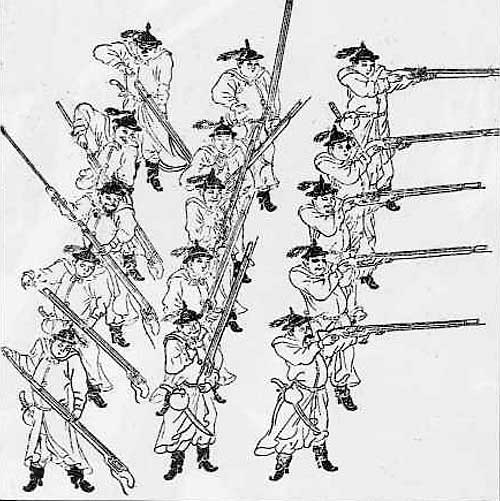
明朝における銃兵による陣形
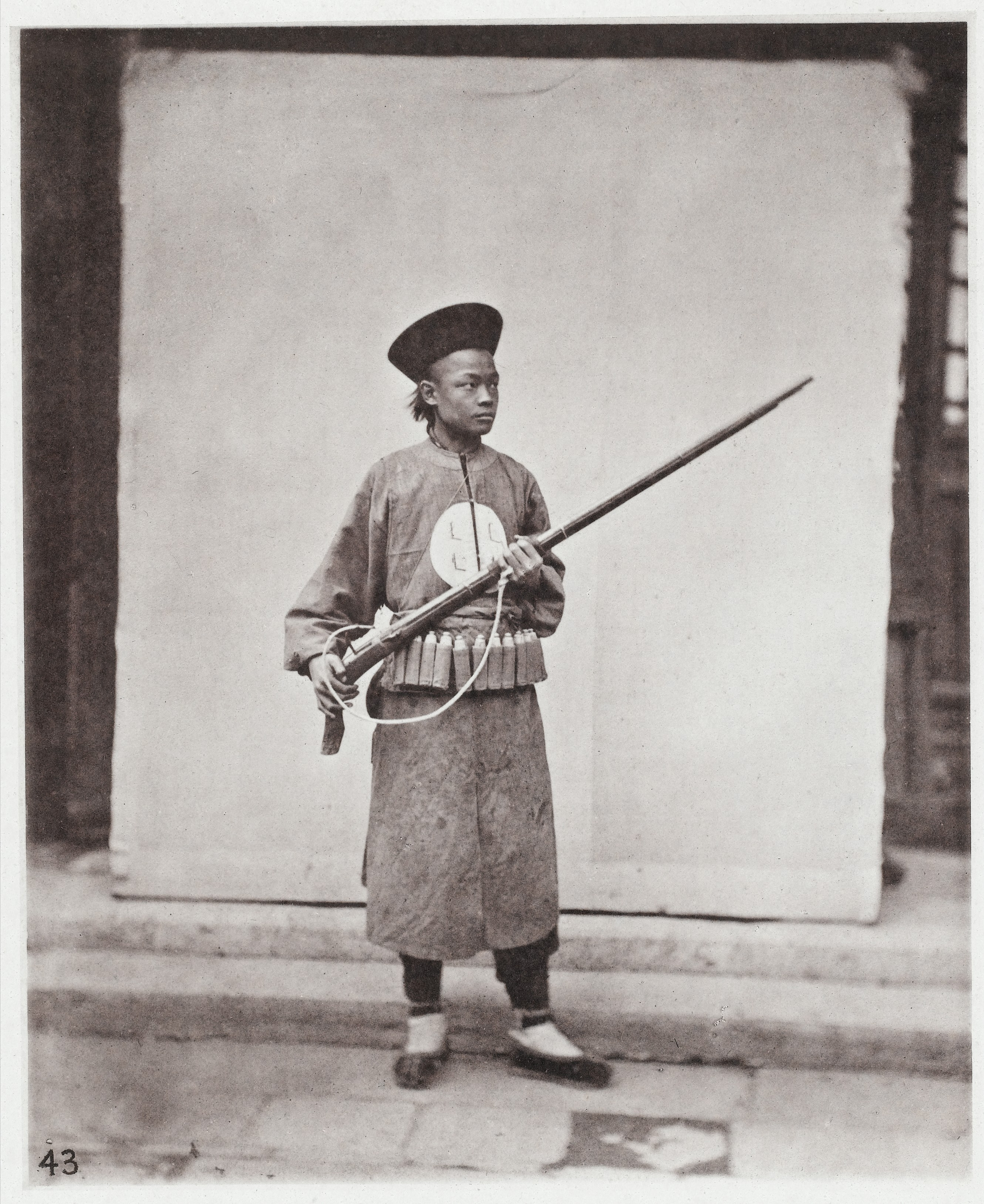
清朝における八旗の火縄銃兵（19世紀後期）
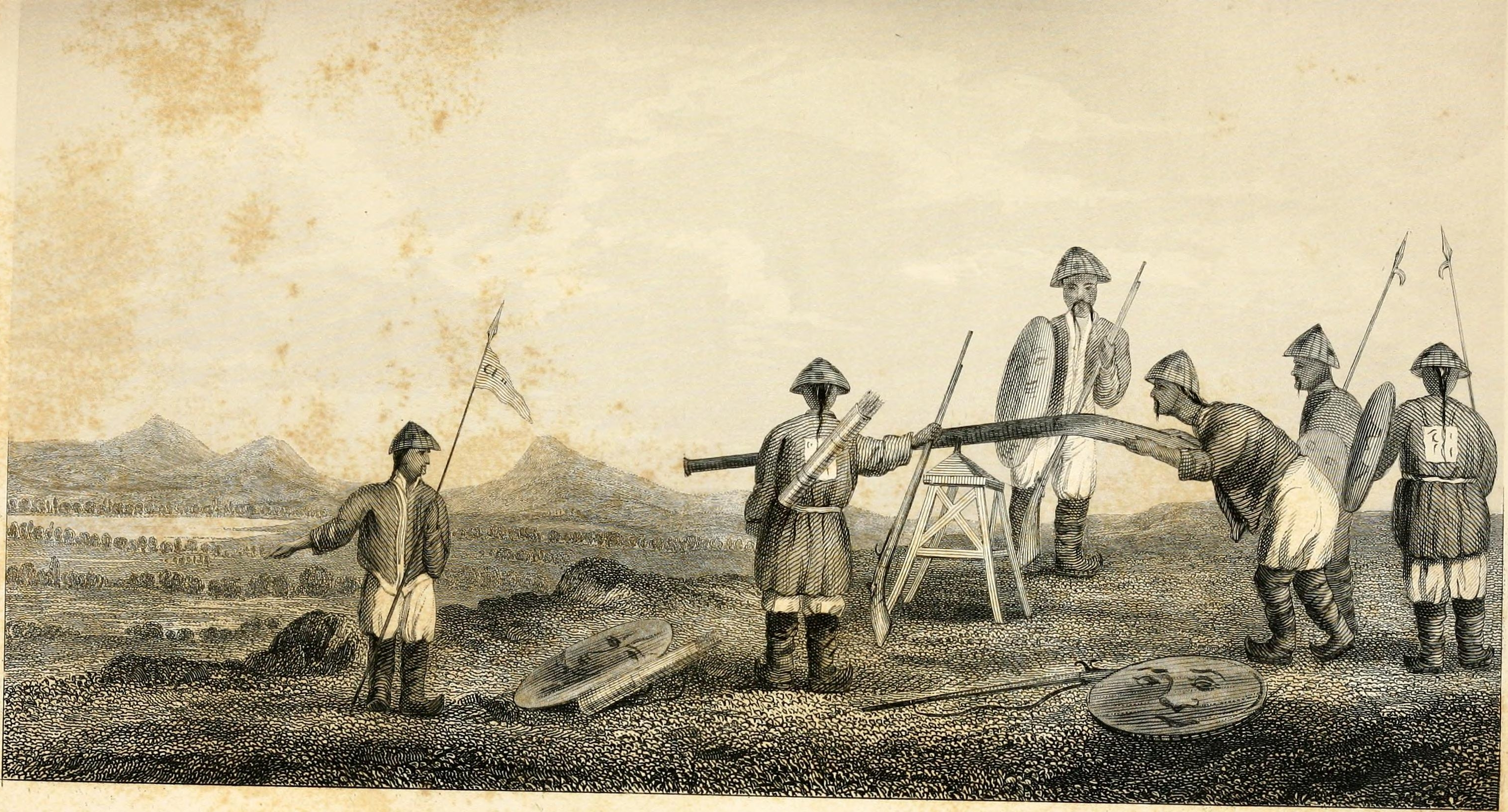
抬槍を運用する清朝・緑営の兵士（19世紀中頃）

## 日本における分類
日本における火縄銃の分類として、弾丸重量によるものと製作地・流派によるものの二つに大別される。火縄銃の弾丸は鉛の球弾であり、鉛の重さが決まればその玉の直径は常に同じとなることから、弾丸の重さによって口径を示す方法が広く用いられていた。

### 弾丸重量・銃身長による分類

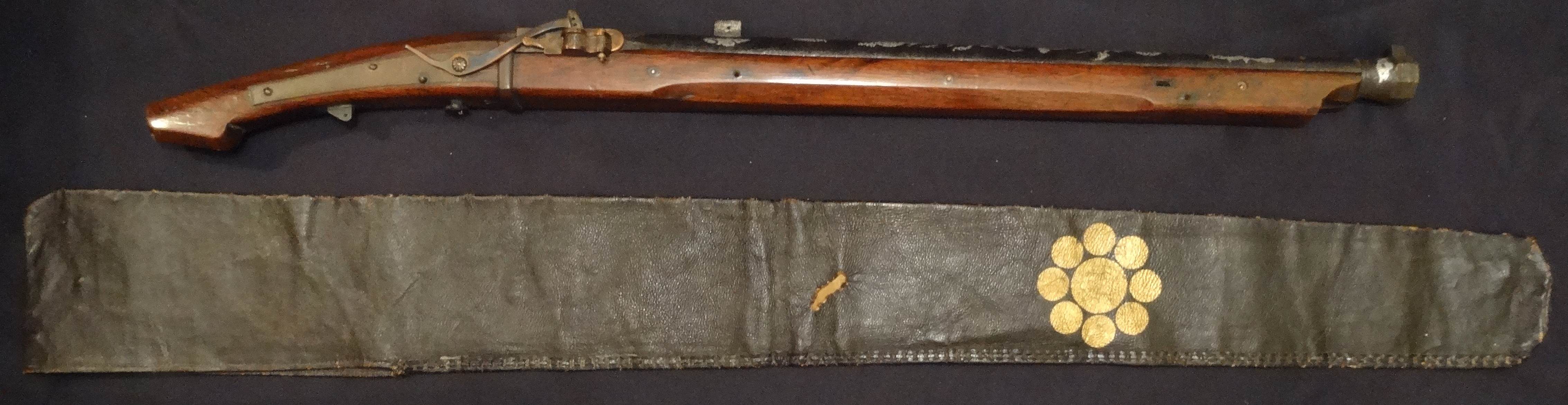
侍筒（十匁筒）
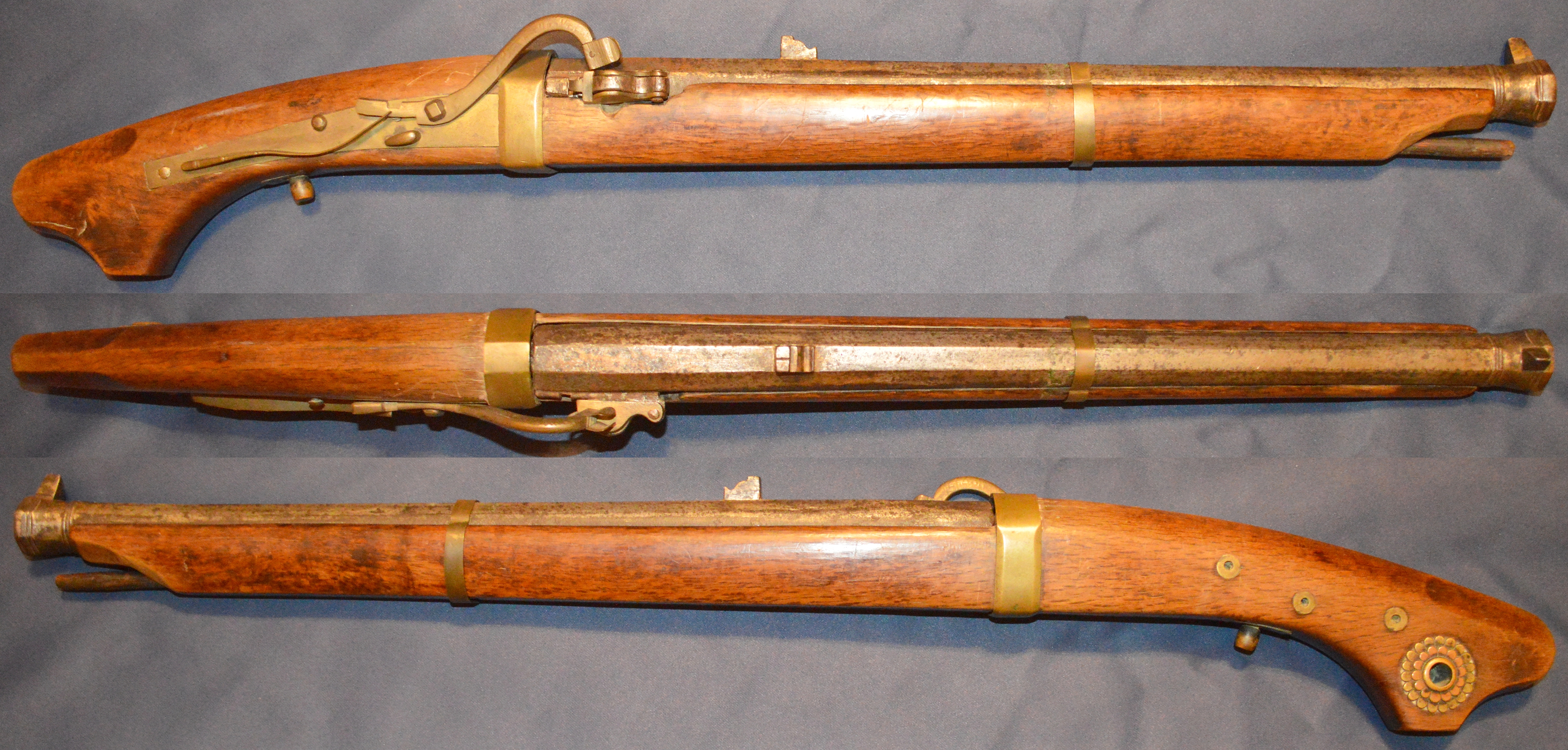
馬上筒
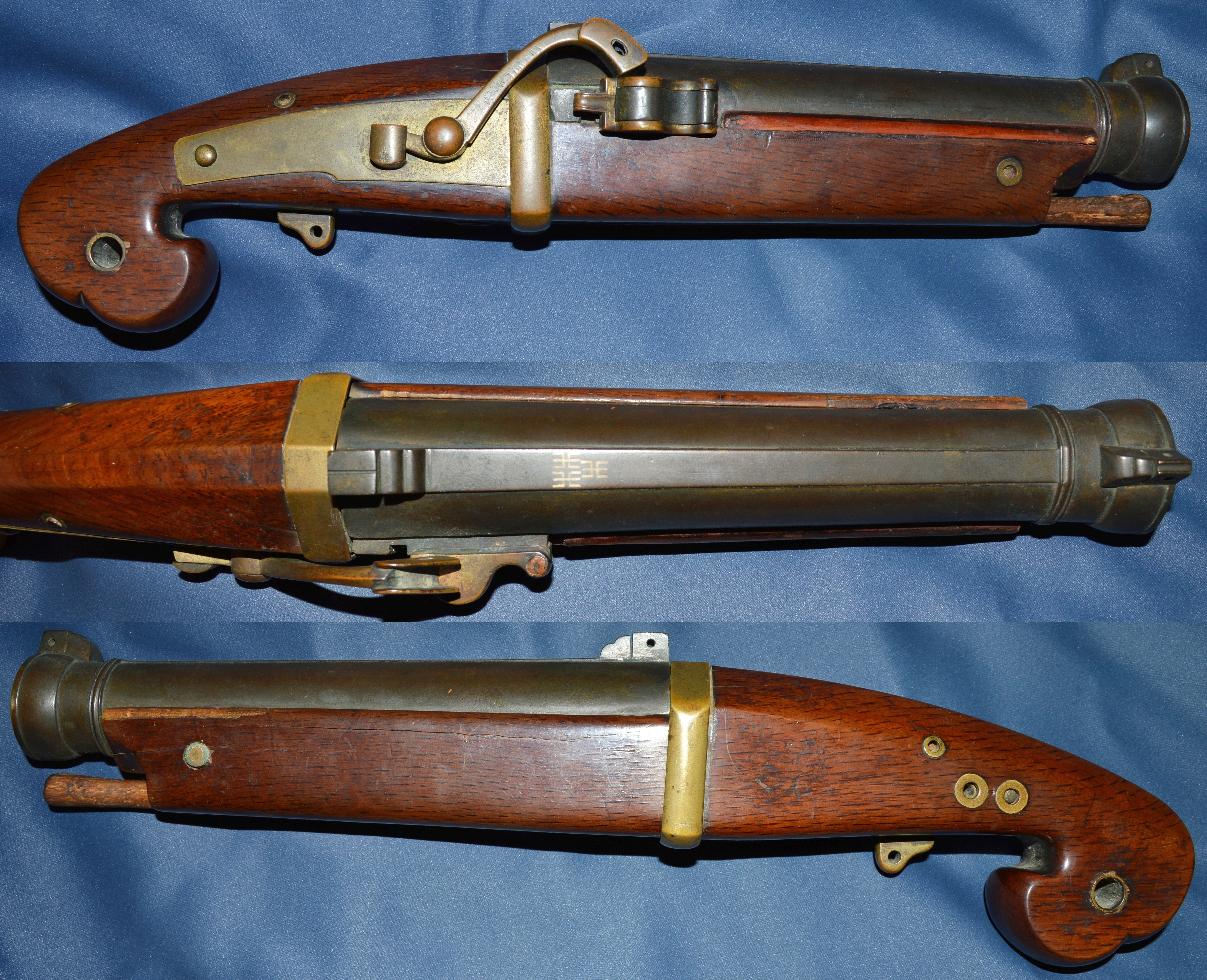
短筒
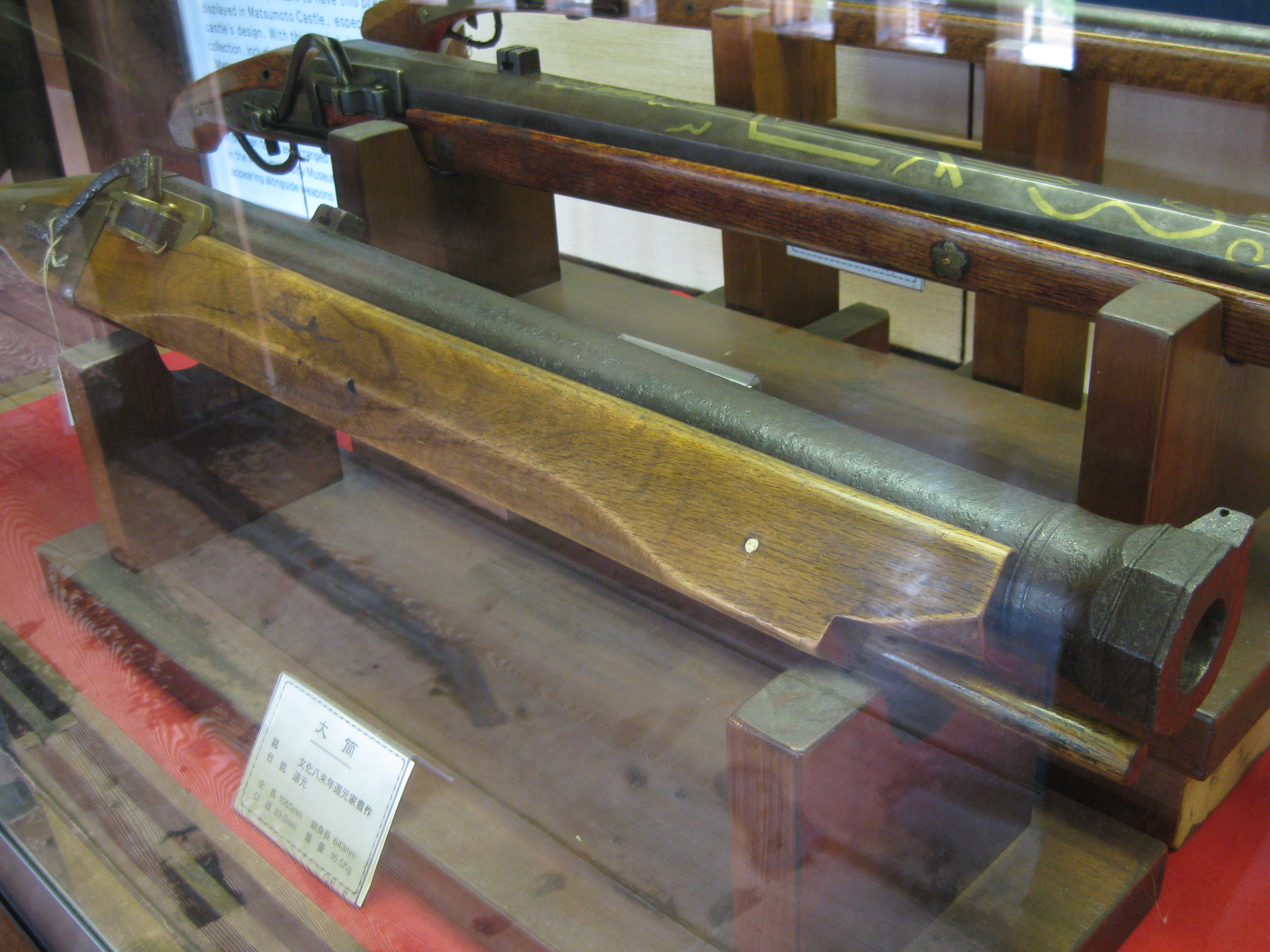
大鉄炮（五十匁筒）
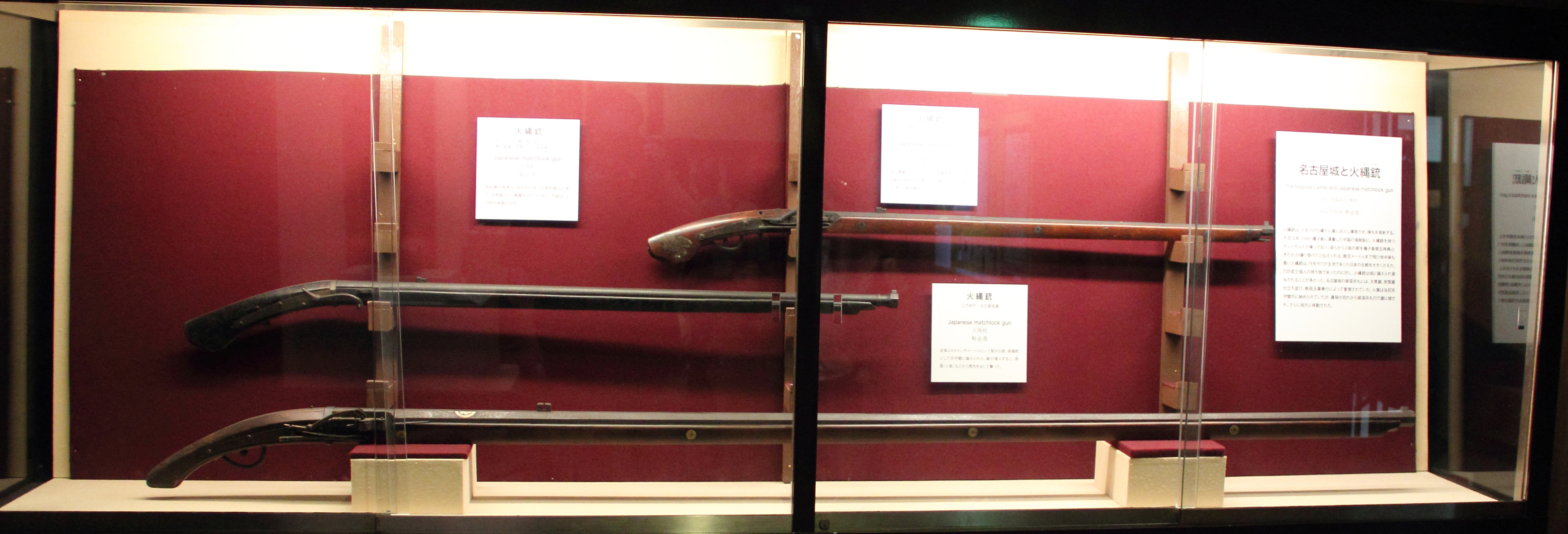
狭間筒（一番下）

| 重量  | 口径(mm) |
| ----- | -------- |
| 2匁半 | 11.79    |
| 6匁   | 15.79    |
| 13匁  | 20.48    |
| 20匁  | 23.58    |
| 30匁  | 26.99    |
| 50匁  | 33.04    |

小筒
弾丸重量が二匁半程度のものを指す。威力は低いが安価で反動が少ない為、猟銃や動員兵への支給銃として用いられた。また、鉄砲による戦闘に不慣れな明・朝鮮の兵の防具は、鉄砲に対する防御力が弱く、小筒でも十分な威力を持っていた為、朝鮮の役では大量に用いられた（『図説・日本武器集成』『鉄炮伝来』）。
中筒
弾丸重量が六匁程度のものを指す。小筒に比べて威力が増大するが、扱いが難しい上に高価なので、臨時雇いでなく継続して主人に仕える足軽が用いる銃とされた。当世具足や竹束などの火縄銃に対応した防御装備が広まった結果、小筒に替わり主に用いられる様になった（『図説・日本武器集成』）。
士筒（さむらいづつ）
弾丸重量が十匁程度のものを指す。威力は絶大だが非常に高価で、さらに銃身が長く重量も重く、発射時は大きな反動があるなど扱いが難しい為、十分な鍛錬と財力を持つ侍のみが用いることができた。彼らはこの侍筒を武家奉公人に持たせ、必要に応じて用いた（『図説・日本武器集成』『雑兵物語』）。
馬上筒
騎兵銃として用いられた。後世の騎兵銃と比べ銃身がより短く、拳銃に近い（実際、ヨーロッパの胸甲騎兵が用いた拳銃と、同程度のサイズである）。火縄銃は後世の銃よりも重量があったため、馬上で用いるには著しく小型化する必要があった。また、ライフリングが施されていない火縄銃は元より命中率が高くないため、ここまで短くしても命中率への影響は大きく無かったからである。両手で扱う。
短筒
火縄銃版の拳銃。片手で扱うために馬上筒よりもさらに銃身を短くしている。馬上筒と同じく、騎兵銃として用いられた。火縄に常に火を点す必要上、懐に隠すのは困難であり、後世の拳銃のような護身用、携帯用としての使用は困難であったと考えられる。
大鉄砲
二十匁以上の弾丸重量を有するものでは、百匁クラスのものも存在する。こうした火器は、通常の弾丸の他に棒火矢（ロケット弾）などを射出し、攻城戦・海戦で構造物を破壊・炎上する為に用いられた。大鉄砲は大筒や石火矢との定義が明確に区別されていないため、しばしば三者が用語上混用される。傾向としては抱え大筒とも言われ、銃床とカラクリを用いた火縄銃の体裁を持つものを指すことが多い。射撃する場合、差火点火式・地上設置型である通常の大筒と異なり、反動は強烈であり、射手は射撃時に自ら転がることで反動を吸収する程であった。そのため命中の確実を期す場合は、地面に据えて擲弾筒のように撃ったり、射台に据えて用いた。
狭間筒
通常の筒に比べ、弾丸重量のわりに銃身が長いものを指す。城や船舶の鉄砲狭間(銃眼)に依託して射撃する用途の筒。有効射程は2-300mに及ぶとされる。
- 侍筒（十匁筒）
- 馬上筒
- 短筒
- 大鉄炮（五十匁筒）
- 狭間筒（一番下）

### 製作地・流派による分類

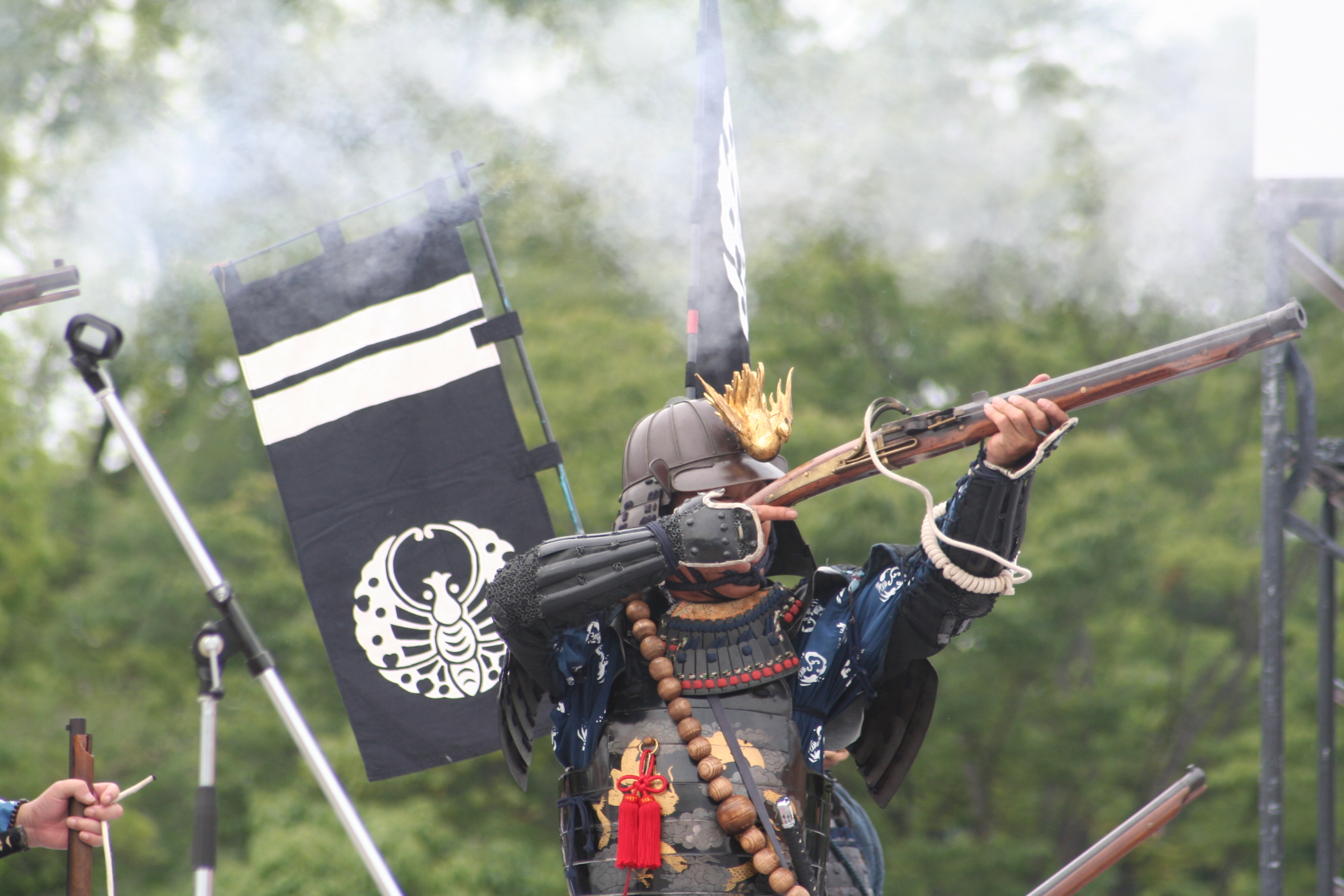
火縄銃を構える岡山城鉄砲隊の隊員。

主な違いとして、銃身の外形（丸、角筒）、肉厚、長さ、銃床の形状、カラクリ（内外カラクリ）、目当などがあげられる。以下に記するもの以外にも多数あり。
- 国友筒（滋賀県長浜市）銃身は丸・一角、前目当はスリワリとチキリスカシ、先目当は杉型、柑子はない。平カラクリ、外カラクリ、外記カラクリ。銃床飾りはない。
- 日野筒（滋賀県蒲生郡日野町）
- 堺筒（大阪府堺市堺区）銃身は八角、前目当は富士山型、茶子柑子。平カラクリ。銃床は飾り金具がはめ込まれていることが多い。
- 紀州筒・根来筒（和歌山県岩出市）雑賀筒（和歌山県和歌山市）銃身は八角、柑子は大きい。カラクリは外カラクリが多い。銃床の火挟みと用心金は角型。
- 仙台筒（宮城県）銃身は八角と丸、柑子はない。前目当はチキリスカシとスリワリ、先目当はスリワリと杉型、飾りは少ない。外記カラクリ。銃床には火縄通しの穴が必ずある、用心金は必ずない。
- 米沢筒（山形県）銃身と銃床が台しめ金のみで固定されている。ゼンマイカラクリが多い。銃床の用心金は大きくカルカは鉄製。ねじで組み立てられてる。
- 江戸筒（東京都）
- 駿府筒（静岡県）
- 尾張筒（愛知県）
- 美濃筒（岐阜県）
- 姫路筒（兵庫県）
- 備前筒（岡山県）銃身は丸・一角、すべてに丸みのある備前柑子が必ずある。平カラクリが鉄製である。銃身への飾りはない。
- 備中筒（岡山県）
- 阿波筒（徳島県）銃身は狭間筒程度に長いものが多く、口径は中口径でほぼ統一されている。柑子はなく、飾りもない。
- 土佐筒（高知県）
- 対馬筒（長崎県）
- 肥前筒（長崎県・佐賀県）
- 豊後筒（大分県）
- 薩摩筒（鹿児島県）全体に細身。カニの目なきカラクリ、火挟みが小さい。銃身に竹幹の彫刻をまれにみる。
- 種子島（鹿児島県）

など、上記は製作地名を冠したもの。
- 南蛮筒：海外より伝来した火縄銃を指す。それを手本に国内で製造されたものは異風筒と呼ばれる。
- 稲富筒：稲富流の仕様に基づいて製作された鉄砲。
- 関流筒：関流砲術参照。

## 歴史としての火縄銃
現代の日本におけるデモンストレーション
日本各地に鉄砲隊と称し、イベント時に火縄銃で空砲を撃つ団体が多数できた。これは伝承砲術によっているものであるが、日本では幕末維新期に兵制・武器の西欧化が急速に行われたため、流派の直接伝承はすべていったん途絶えている。現存する流派は伝来した古文書などを解読して後世再興したものである。古式銃団体の性格は、
- 伝書などに準拠し純歴史学的に再興したもの（但し1、2の流派で明治以降も祭礼等で細々と伝承されたものもある）。
- 地域に伝わった鉄炮衆などの由来に基づき地域の特色ある武術の再現として研究されたもの。
- それ以外のもの。

の3種が大まかに分類できる。
火縄銃による射撃競技
諸外国では火縄銃による射撃競技が盛んに行われ、また競技以外にも日本の鉄砲隊と同様、あるいはそれ以上無数と言ってよいほど多数のリエナクターによるボランティアインファントリー（義勇歩兵隊）が存在する。アメリカでは、南北戦争を記念する行事でそれら歩兵隊等による大規模な南軍北軍の模擬戦闘が行われることがある。この場合、安全な現代ガンメーカーの手によるレプリカが多く使用される（日本のミロク社も米国等へレプリカの古式銃を輸出している）。同時に歴史的な前装大砲も大切に保存され、毎日空包発射をするものや、青年の体育訓練として野砲を分解して運搬する障害物レースを行い最後に組み立て空包装填して先に発射した方が勝ちというイベントなどもある。

### 火縄銃射撃競技

#### 国際競技
ヨーロッパや北米などでは盛んに火縄銃も含むマズルローダー射撃競技（前装銃射撃競技）がおこなわれている（日本からも世界選手権と環太平洋選手権大会に選手を派遣している）。日本国内では日本ライフル射撃協会傘下に日本前装銃射撃連盟があり、射撃競技が行なわれている。ただし銃刀法や火薬類取締法などに基づく各種規制があるため、競技人口は極めて少ない。しかし日本製の火縄銃は高精度に製造されており、制約の多い環境下ながら日本の選手は国際大会で上位入賞することも多く、欧米の多くの選手も火縄銃種目では日本製または日本型レプリカの火縄銃を使って参加している。アジア地域で国際前装銃連盟に加盟しているのは日本のみである。
日本でおこなわれる競技は以下の通りである。「種子島銃立射」と「種子島銃膝射」では、国際ルールと同じく射距離50メートルで「日本公式種子島標的（黒点径40cm）」を使用する。「中筒（侍筒）」では、同標的で十匁玉筒（10匁の重さの弾を使用する銃）を自由姿勢にて射撃する。「ベッテリー」は「フリーピストル標的」を使用する50メートル競技で、前装銃であれば銃種を問わない（火縄銃でなくても使用でき、千葉県ライフル射場で開催される競技会に限って行われる）。他、同標的で25メートル、短筒を片手撃ちで競う「短筒」が存在する。

#### 日本独自の競技
日本独自の競技として、古式に則った、8寸角板に4寸黒丸の「和的（江戸時代規格の標的）」を狙い、27メートル（江戸時代は15間）の距離で命中の優劣を競う「古式勝ち抜き」及び、5分間に10発撃つ「早撃ち」がある。
火縄銃の実弾射撃は指定された射撃場でしか認められない。2005年（平成17年）現在、公営射撃場としては神奈川県伊勢原市の県営伊勢原射撃場、千葉市若葉区の千葉県総合スポーツセンター射撃場、和歌山県海南市の和歌山県営射場、の以上3ヶ所である（また他にも私立の射場で可能な所がある。その他、茨城県営真壁ライフル射撃場は、法制上では火縄銃の射撃が認められている。ただし射場管理者が火縄銃の使用を断っているため使用できない）。

## 所持と分類
銃刀法に定める範囲の古式銃の所持は、現代銃と異なり属人的な免許・許可ではなく、属物的な登録制で、登録は都道府県教育委員会の所管（かつては文化財保護委員会であった）である。登録は日本刀などと同じく銃に対してなされ、登録を受けた銃器は誰でも所持・所有できるが、実際に実弾・空包の発砲及び火薬の入手所持消費に関しては、その都度（実弾射撃を許可された者は、火薬購入については1年間、また消費は6ヶ月間限定の）所轄の警察署を通じて公安委員会の別途の許可を受ける必要がある。
古式銃とは主に前装式銃砲のことを言うが、初期の後装銃も佐賀藩の主力銃であったスペンサー銃（のちにウインチェスター銃の祖形となった）をはじめ、普仏戦争の主要銃であったシャスポー銃（後に村田式の開発の淵源となった）やドライゼ銃（ツンナール）など類種のものも相当数輸入されていた。ただこれらは維新後に訓練銃などとして使用されたり、外国に売却されたりして、現在国内残存数は比較的少ない。日本の法律では現在のところ、古式銃とは1867年の時点で国内に存在したことが個別に証明できた国産または外国製の歴史遺物銃器の実物である（したがって実物に忠実に作られたものであってもレプリカは認められない。これは古式銃の登録制度が歴史史料及びその美術価値の保存を目的としていて、射撃に使用することを想定して制定されたものでないことによる）ということになっている。ただし真正の古式銃であっても明治以後に新式又は現代の弾薬が使用できるように改造されたもの、あるいは現用の弾薬（装弾）が使用できる可能性のあるもの（もっとも顕著な例は坂本龍馬が使用したと言われるSW・Mk1、Mk2リボルバー）などは（現代銃に準ずる機能を有するもの）として登録審査時に排除され、したがって所有できないものがある。真正の歴史遺物の国産火縄銃であれば、たとえ外国から里帰りしたものであってもほとんどはそれらの問題は無い。競技用として、また空包用として使用されているものは国産火縄銃がほとんどで、すべて歴史遺物に限られる。
なお、国内で古式銃登録をされている火縄銃（即ち、火縄銃競技などで使用する目的で購入できる銃）は前述の通り1867年（慶応3年）以前に製造された物とされているが、近年こうした古式銃の中に明治期以後から現在に掛けて贋作師によって違法に製造されたと思われる「贋物」の火縄銃が存在する事例が研究者やコレクターによって狩猟専門誌などに報告されている。
古式銃を展示している博物館として設楽原歴史資料館や金山城 伊達・相馬鉄砲館などがある。イベントで空砲が撃てるように整備した銃を保管する場所としても機能している。

## 慣用句
火蓋を切る
「火蓋を切る」は、物事を開始するという意味で用いられる。由来には以下の説がある。
1. 射撃を始めるにあたって、火蓋を切る（ = あける）ことから[34]。
2. 装填したあと火蓋を縛っておいたこよりを戦闘の際に切る動作に由来する。

## 日本における火縄銃関連人物一覧

### 鍛冶師（鉄砲鍛冶、銃匠、ガンスミス）
- 国友藤兵衛能當、国友丹波大堟橘宗俊、国友善兵衛、国友藤太夫、池田作兵衛：江州（長浜）
- 和田治太夫、和田太一郎：江州（日野）
- 榎並屋伊兵衛、榎並屋六兵衛、井上関右衛門、田中善五郎：摂州（堺）
- 芝辻清右衛門（芝辻仙斎）：雑賀（和歌山市）
- 近藤幾衛正明、多田辰之助：阿州（徳島）
- 八板金兵衛（八板清定）：鹿児島
- 国友丈右エ門久義：二本松

### 砲術家
- 田付景澄：田付流
- 稲富一夢：稲富流
- 杉之坊照算（自由斎）：自由斎流
- 津田算長：津田流
- 井上正継：外記流
- 唐人親広：岸和田流
- 柘植清広：威風流（柘植流）

### 鉄砲隊
| - 明智光秀 - 織田信長 - 滝川一益 | - 鈴木重秀 - 鈴木重朝 - 的場昌長 | - 佐武義昌 - 種子島時尭 - 種子島久時 | - 伊達政宗 - 土居清良 - 橋本一巴 | - 田公高家 - 妻鳥采女 |